# Wiese (Fluss)
Die Wiese ist ein 57,8 km langer, rechter Nebenfluss des Rheins im Südwesten von Deutschland und im Nordwesten der Schweiz.
Von ihrer in Baden-Württemberg im Südschwarzwald am Feldberg liegenden Quelle fließt sie erst ein kurzes Stück im Landkreis Breisgau-Hochschwarzwald und dann größtenteils im Landkreis Lörrach, unter anderem durch die Kreisstadt Lörrach. Nachdem sie die Staatsgrenze überquert hat, zieht ihr Unterlauf durch den Kanton Basel-Stadt, zunächst kurz durch Riehen, danach durch das Kleinbasel, wo sie in den Oberrhein mündet.
Das Tal der ein Einzugsgebiet von 453 km² entwässernden Wiese wird Wiesental genannt; es ist etwa südwestlich orientiert. Größter Nebenfluss ist die von Norden nahende Kleine Wiese. Die rechtsrheinische Wiese gehört neben den linksrheinischen Zuflüssen Birsig, der an der Basler Schifflände mündet, und dem Mühlebach, der unter der Basler Dreirosenbrücke einfließt, zu den drei größeren Oberrhein-Nebenflüssen auf Schweizer Gebiet.

## Name
Das Gewässer wurde erstmals 1234 („hiis fluminibus … Wissen“) schriftlich erwähnt.
Etymologisch hat der Flussname Wiese (alemannische Aussprache [ˈʋiːz̥ə]) nichts mit dem deutschen Wort Wiese zu tun. Der Name steht vermutlich mit dem indogermanischen Verb  *ueis- für „fließen“ in Zusammenhang. Gemäß der in der Fachwelt zu einem großen Teil abgelehnten vaskonischen Hypothese könnte er ebenso auf eine Wortwurzel für Wasser oder Gewässer, is-, zurückgehen.

## Geographie

### Verlauf

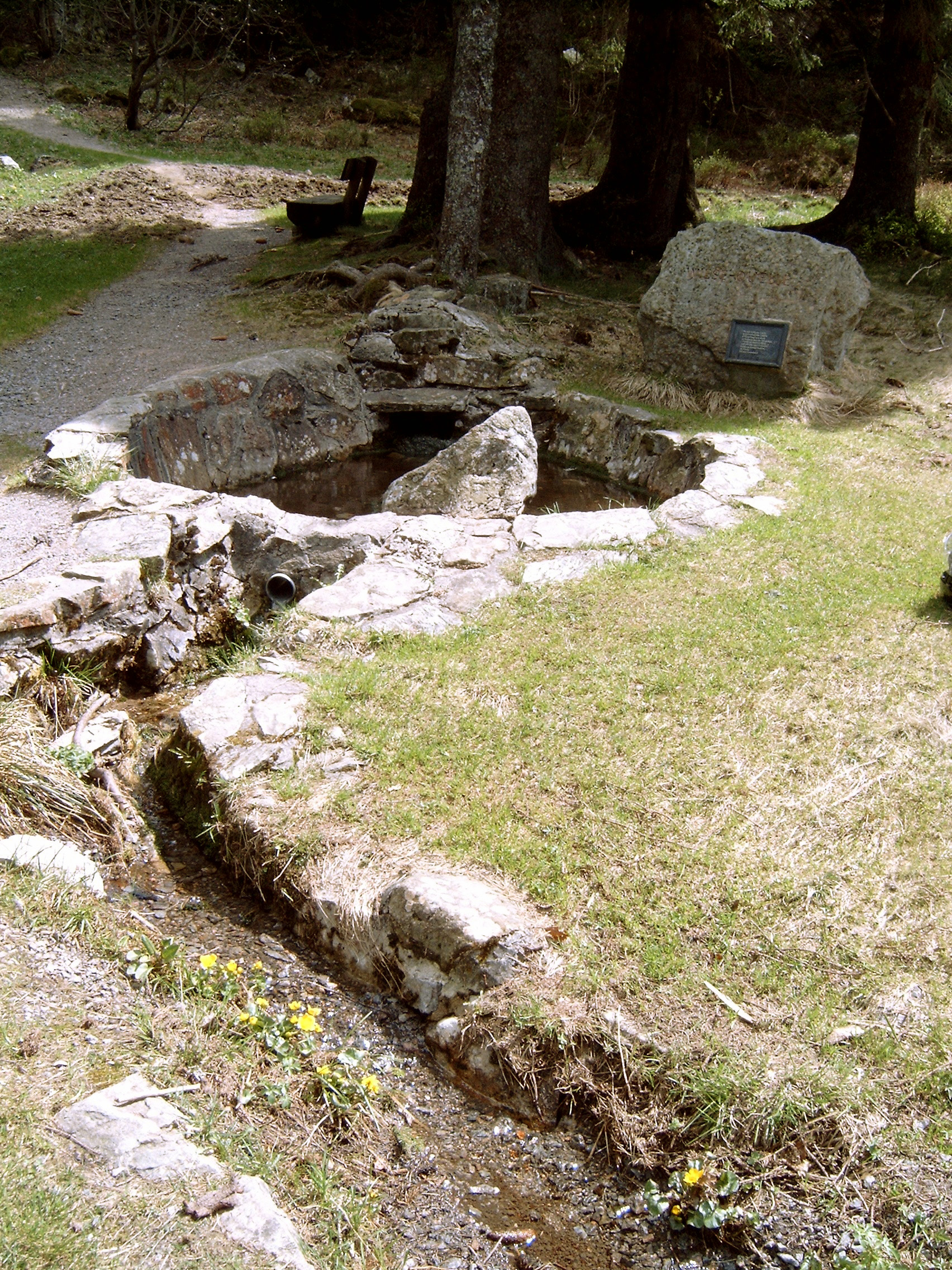
Wiesequelle

Die Wiese entspringt im Schwarzwald im Naturpark Südschwarzwald. Ihre Quelle, die Wiesequelle, liegt im Landkreis Breisgau-Hochschwarzwald unmittelbar westlich der Wohnlage Hebelhof der Gemeinde Feldberg zwischen dem Feldberg (1493 m ü. NHN), dem höchsten Berg des Mittelgebirges, im Nordwesten und dem Grafenmatt (1377,6 m) im Südsüdwesten auf etwa 1218 m Höhe; wenige Meter nördlich vorbei an der Quelle führt im Abschnitt Feldberg-Ort–Hebelhof–Todtnau die Bundesstraße 317.
Die Wiese wechselt kurz unterhalb der Wiesequelle in den Landkreis Lörrach über. Im Schwarzwald fließt sie anfangs in südwestlicher Richtung entlang der B 317 durch das Wiesental. Vom Feldberg kommend fließt sie, eingezwängt von den steilen Berghängen des Hochschwarzwaldes, noch als Bergbach an den Weilern Fahl und Brandenberg vorbei und durch den Kernort von Todtnau. Von dort zieht sie nach und durch Schlechtnau, an Geschwend vorbei, durch die Orte Utzenfeld, Schönau im Schwarzwald, Wembach, Fröhnd und durch Mambach, Atzenbach sowie Zell im Wiesental.

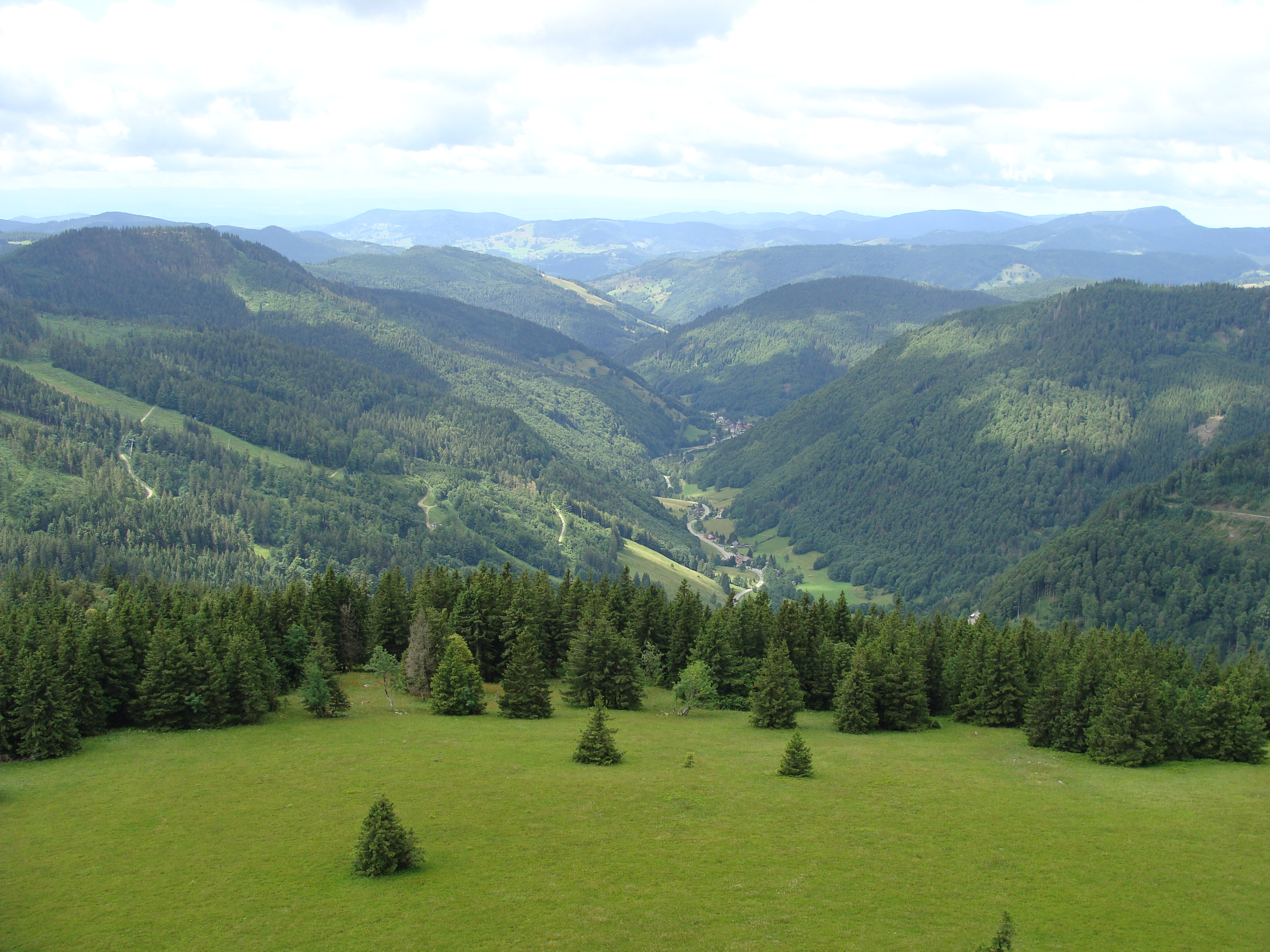
Das gletschergeformte obere Tal der Wiese vom Seebuck nach Südwest

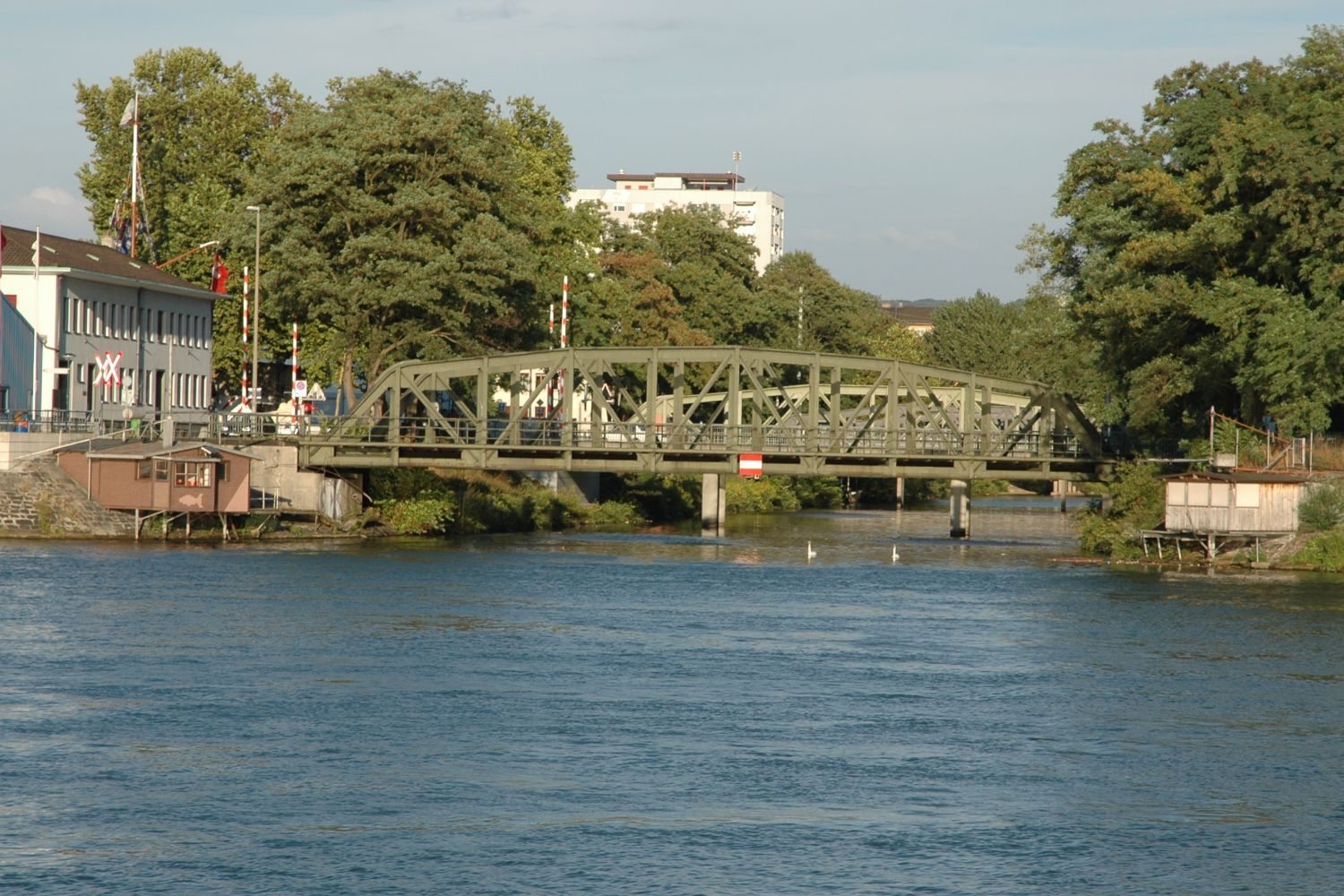
Zwischen den beiden Basler Quartieren Kleinhüningen und Klybeck mündet die Wiese in den Rhein

Zwischen Zell und Hausen öffnet sich das schmale Schwarzwaldtal der Wiese zu einer breiten Ebene, in der die Wiese erst an Fahrnau vorbeifließt und dann Schopfheim erreicht. Dort schwenkt sie nach Westen und trennt den Schwarzwald vom südlich davon gelegenen Dinkelberg.
Nach Durchfließen des Schopfheimer Kernorts verläuft sie vorbei an oder durch die Ortschaften Gündenhausen, Maulburg, Höllstein, Steinen und die Lörracher Stadtteile Hauingen, Brombach und Haagen, wonach sie die Bundesautobahn 98 unterquert, Tumringen, Lörrach selbst sowie Stetten, nach welchem sich die B 317 von ihr abkehrt.
Hinter der Stettener Wiesebrücke der Bahnstrecke Weil am Rhein–Lörrach verlässt die Wiese deutsches Gebiet. Ihre letzten 6 km Lauf liegen auf Schweizer Boden, anfangs in der Gemeindegemarkung von Riehen. Das nordwestlich an Riehen grenzende Gebiet der deutschen Gemeinde Weil am Rhein reicht nicht ganz bis an die Wiese; es wird jedoch von einem Kurzabschnitt des Mühleteichs, einem Nebenzweig des Flusses, durchflossen. Im auf Riehen folgenden Kleinbasel unterquert der Fluss neben anderen Bahnstrecken die Bahnstrecke Karlsruhe–Basel und kurz darauf beim Abzweig der Schweizer Autobahn A2 von der Schweizer Autobahn A3 unter anderem die A2, die etwas weiter nördlich in die deutsche Bundesautobahn 5 übergeht.
Schließlich mündet die Wiese zwischen den Kleinbasler Quartieren Klybeck im Süden und Kleinhüningen im Norden auf 244 m ü. NN in den Oberrhein, der etwas weiter südlich beim Basler Rheinknie aus dem Hochrhein hervorgeht; unmittelbar nordnordöstlich der Wiesemündung liegt der Basler Rheinhafen und der Mündung westlich gegenüber jenseits des Rheins die französische Gemeinde Huningue.

### Einzugsgebiet

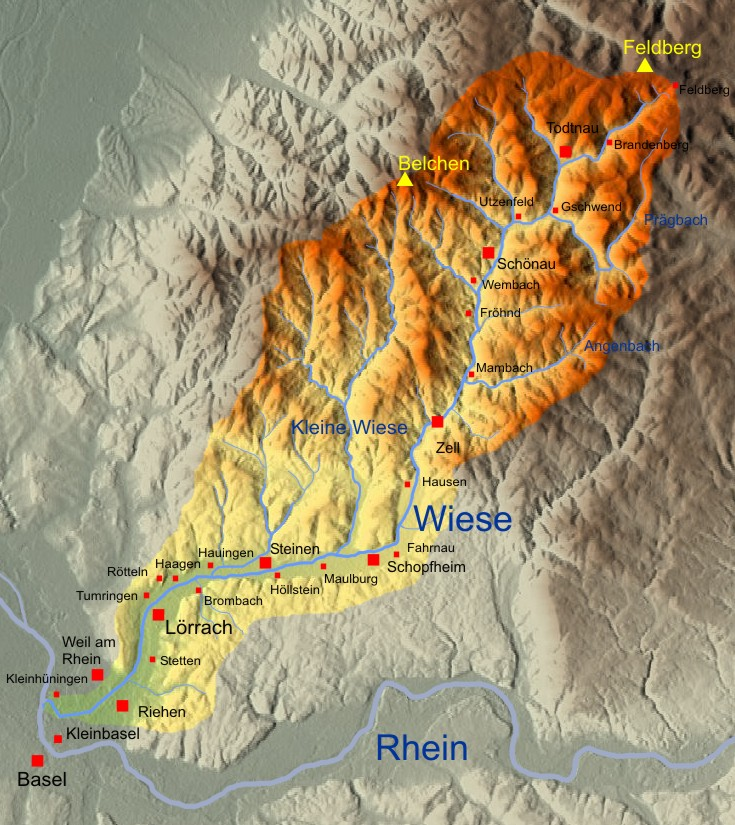
Wassereinzugsgebiet und Flusssystem der Wiese

Das Wassereinzugsgebiet der Wiese umfasst 453 Quadratkilometer und weist bei typischer langgestreckter Form eine recht gleichmäßige Breite auf. Am Oberlauf wird die Wiese von verschiedenen Bächen gespeist, rechtsseitig unter anderem von Schönenbach und Wiedenbach, linksseitig von Prägbach und Angenbach. Bei Maulburg mündet die Kleine Wiese; sie ist der größte und längste Zufluss und erhält ihrerseits rund ein Drittel ihres Wassers von der Köhlgartenwiese. Der letzte größere Zufluss, der Steinenbach, mündet bei Hauingen in sie.

### Zuflüsse
→ Siehe auch: Liste der Fließgewässer im Flusssystem Wiese
Größter Nebenfluss der Wiese ist die Kleine Wiese, Namensgeberin der Sammelgemeinde Kleines Wiesental, die aus den zwei Quellflüssen Belchenwiese (Quelle am Südhang des Belchen) und Köhlgartenwiese (Quellaustritt südwestlich des Belchen am Südhang des Köhlgarten) gespeist wird, die sich in Tegernau vereinigen. Von dort fließt die Kleine Wiese südwärts und mündet in Maulburg, kurz nach der Grenze zu Schopfheim in die Große Wiese.
| Die längsten Zuflüsse der Wiese über vier Kilometer Länge:                       | Die längsten Zuflüsse der Wiese über vier Kilometer Länge: | Die längsten Zuflüsse der Wiese über vier Kilometer Länge: | Die längsten Zuflüsse der Wiese über vier Kilometer Länge: | Die längsten Zuflüsse der Wiese über vier Kilometer Länge: | Die längsten Zuflüsse der Wiese über vier Kilometer Länge: |
| -------------------------------------------------------------------------------- | ---------------------------------------------------------- | ---------------------------------------------------------- | ---------------------------------------------------------- | ---------------------------------------------------------- | ---------------------------------------------------------- |
| Name                                                                             | Mündung                                                    | GKZ                                                        | Länge                                                      | EZG                                                        | MQ                                                         |
| Kleine Wiese, am Oberlauf Belchenwiese                                           | rechts                                                     | 232-6                                                      | 22,3 km                                                    | 91,3 km²                                                   | 2,526 m³/s                                                 |
| Prägbach                                                                         | links                                                      | 232-2                                                      | 14,7 km                                                    | 30,8 km²                                                   | 1,31 m³/s                                                  |
| Steinenbach                                                                      | rechts                                                     | 232-8                                                      | 13,7 km                                                    | 46,3 km²                                                   | 0,779 m³/s                                                 |
| Schlierbach                                                                      | links                                                      | 232-72                                                     | 9,8 km                                                     | 13,5 km²                                                   | 0,191 m³/s                                                 |
| Schönenbach, am Oberlauf auch Langenbach, am Unterlauf auch Steigerswuhr         | rechts                                                     | 232-12                                                     | 8,6 km                                                     | 20,1 km²                                                   | 0,778 m³/s                                                 |
| Angenbach, auch Mambach, Oberlauf Mattengraben                                   | links                                                      | 232-4                                                      | 8,6 km                                                     | 22,0 km²                                                   | 0,876 m³/s                                                 |
| Wiedenbach                                                                       | rechts                                                     | 232-32                                                     | 7,9 km                                                     | 19,7 km²                                                   | 0,775 m³/s                                                 |
| Aiternbach, am Mittellauf auch Multenerbach, Oberlauf Dietschelbach              | rechts                                                     | 232-3312                                                   | 7,3 km                                                     | 9,1 km²                                                    | 0,362 m³/s                                                 |
| Böllenbach, Oberlauf Böllener Bächle                                             | rechts                                                     | 232-34                                                     | 7,1 km                                                     | 13,5 km²                                                   | 0,507 m³/s                                                 |
| Künabach, Oberlauf Mossbächle                                                    | links                                                      | 232-394                                                    | 6,2 km                                                     | 10,4 km²                                                   | 0,462 m³/s                                                 |
| Sorrmattbach, auch Soormattbach                                                  | rechts                                                     | 232-92                                                     | 5,2 km                                                     | 4,7 km²                                                    | 0,053 m³/s                                                 |
| Schleifenbach, auch Schliffbach, am Oberlauf auch Fuchswaldbach oder Fuchsgraben | links                                                      | 232-332                                                    | 4,0 km                                                     | 5,9 km²                                                    |                                                            |

Darüber hinaus gibt es rund 60 weitere, kürzere Zuflüsse und etwa 20 Nebenläufe, die aus der Wiese aus- und wieder eingeleitet werden (siehe Liste der Fließgewässer im Flusssystem Wiese).

## Geomorphologie
Seit der Entstehung des Schwarzwaldes und seiner Ausläufer während der geologischen Hebungsvorgänge des oberrheinischen Grabenbruchs hat die Wiese durch ihre stetige Erosions- und Sedimentationsarbeit die Landschaft im Südschwarzwald und am Dinkelberg geformt. Die Wiese fließt durch zwei landschaftlich und geologisch unterscheidbare Abschnitte, welche das Wiesental in das Tal der Schwarzwaldwiese im Oberlauf zwischen Fahl und Zell und das Untere Wiesental im Unterlauf zwischen Hausen und Kleinhüningen gliedern.
In jüngerer erdgeschichtlicher Zeit haben vor allem die Wechsel von Warm- und Kaltzeiten im Pleistozän das Erscheinungsbild des Wiesentales geprägt. Das Tal der Schwarzwaldwiese wurde durch den Feldberg-Gletscher geformt. Nur im oberen Teil zwischen Fahl und Todtnau war der Gletscher mächtig genug, ein Trogtal in das kristalline Grundgestein zu graben. Die Gletscherzunge reichte jedoch bis nach Wembach. Am Oberlauf bei Todtnau und Gschwend fließt die Wiese an einigen Stellen durch klammartige Vertiefungen mit Stromschnellen und kleinen Wasserfällen.

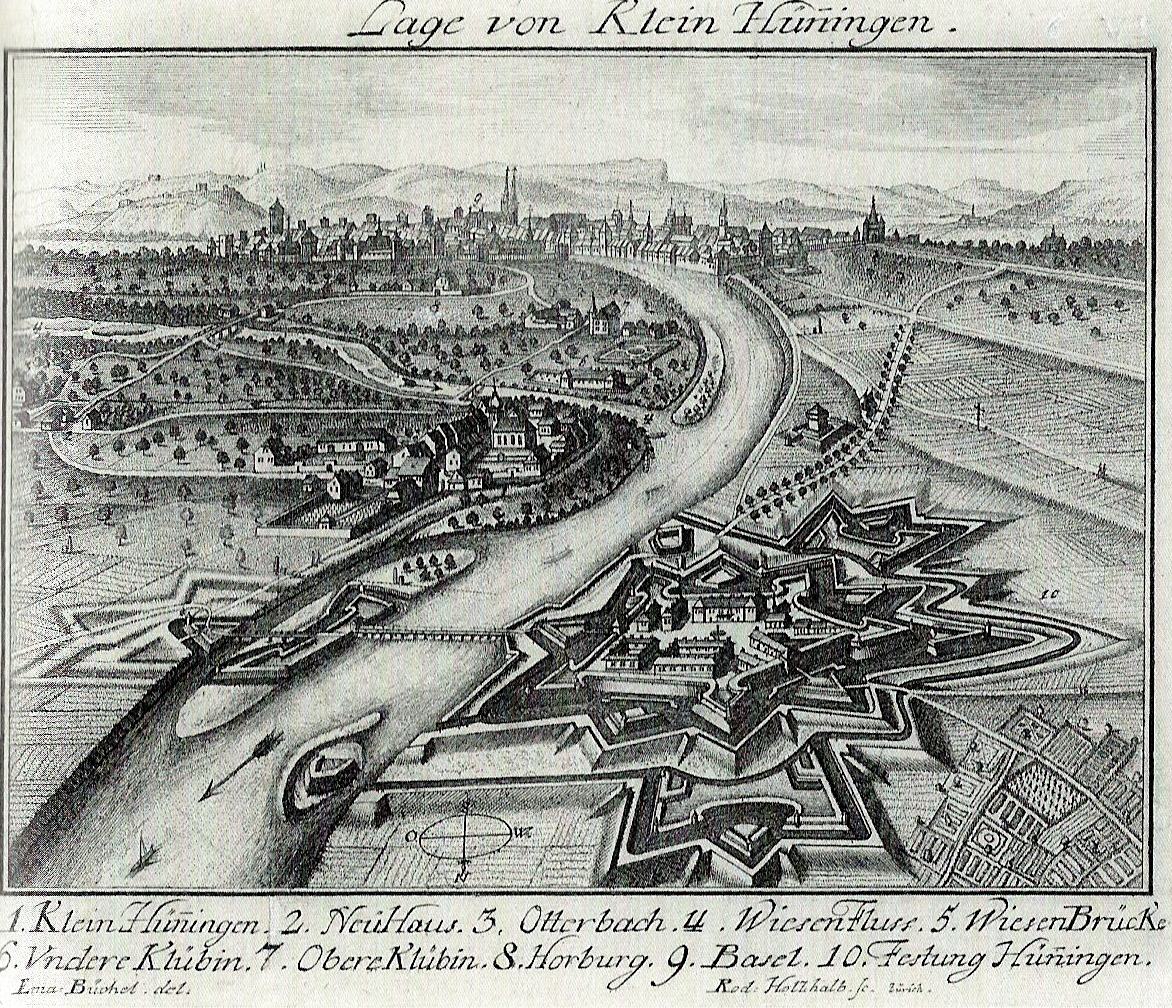
Mündungsdelta der Wiese mit Schotterinseln im Jahre 1749

Nach dem Ende der letzten Eiszeit, der Würmeiszeit, vor etwa 10.000 Jahren, war das untere Wiesental durch den Schotter und das Geschiebe des Feldberggletschers aufgefüllt worden und bildete den Talgrund etwa 20 bis 30 Meter oberhalb des heutigen Niveaus. Durch das Abschmelzen der eiszeitlichen Gletscher wurden große Schmelzwassermengen freigesetzt; daraufhin grub sich die Wiese bis zu 15 Meter unter das heutige Niveau ein. Nach abermaliger Aufschotterung und Bildung der heutigen Niederterrasse vor etwa 2500 bis 6000 Jahren schuf die Wiese durch erneutes Eingraben den heutigen Talboden mit den Wiesenauen, in denen der Fluss breit mäandrieren konnte.
Im Bereich des Flussdeltas der Wiese wirkten die eiszeitlichen Flussablagerungen so stark auf den Verlauf des Rheins ein, dass dessen Flussbett um rund fünf Kilometer nach Südwesten abgedrängt wurde, wo es heute im charakteristisch geformten Rheinknie liegt. In Kleinbasel, unterhalb der Riehenringbrücke, wurde die Wiese wiederum von einer anstehenden Nagelfluhbank abgedrängt, welche den markanten 90°-Knick im Unterlauf der Wiese bewirkte.
Bis zum Beginn des 19. Jahrhunderts floss die Wiese von ihrer Quelle im Schwarzwald bis zu ihrer Mündung in den Rhein weitgehend unreguliert, pendelte zwischen den Hochgestaden der Niederterrasse und suchte sich ihren Weg durch die Kies- und Sandbänke der Flussauen. Die alljährlich auftretenden Hochwasser sorgten immer wieder für eine Änderung des Flusslaufes.
Einzig die Wiesenwuhre, welche Nutzwasser für Landwirtschaft, Gewerbe und Handwerk und später für die Wiesentäler und Kleinbasler Industrie abzweigten, stellten sich dem Wiesenfluss in den Weg und leiteten einen nicht unerheblichen Teil des Wiesenwassers in die verschiedenen Gewerbekanäle.
Im Wiesental ist als Synonym für Gewerbekanal der Ausdruck Teich beziehungsweise auf alemannisch/baseldytsch Diich/Tych gebräuchlich.

## Hydrologie

### Abflusswerte
Die mittleren Jahresniederschläge innerhalb des Einzugsgebiets variieren zwischen etwa 2000 mm im Feldberggebiet und 882 mm in Lörrach. Tendenziell nehmen die Niederschlagsmengen von Westen nach Osten und von Norden nach Süden ab. Die größten Niederschläge fallen meist in den Monaten November bis Januar, in den Schwarzwaldlagen meist als Schnee.

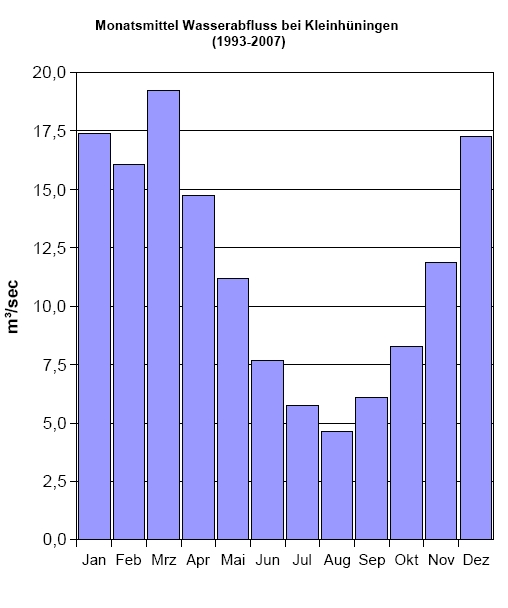
Monatsmittel Wasserabfluss der Wiese bei Kleinhüningen 1993–2007

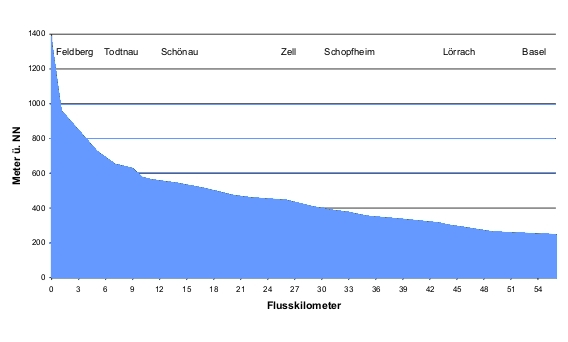
Flusslängsprofil der Wiese

Bedingt durch das Flussrelief, die geringe Speicherkapazität des Bodens im Einzugsgebiet im Oberlauf der Wiese und die Kombination von plötzlicher Schneeschmelze bei Föhn und ergiebigen Regenfällen, kam es in der Vergangenheit regelmäßig zu schweren Überschwemmungen, die große Schäden an Mensch und Land verursachten. Die sich in der zweiten Hälfte des 19. Jahrhunderts mehrenden starken Hochwasser wurden von den Zeitgenossen auf die rücksichtslose Abholzung der Wälder im kleinen und großen Wiesental und die öden und wertlosen Flächen am Feldberg und Belchen zurückgeführt, die offenbar das Wasser nicht mehr in bisherigem Maße speichern konnten.
Über das Jahr gesehen führt die Wiese um die Weihnachtszeit sowie von Mitte März bis Mitte April am meisten und im August am wenigsten Wasser.
Die mittlere Abflussmenge in Kleinhüningen beträgt 11,3 m³/s. Das eidgenössische Bundesamt für Umwelt hat innerhalb des Zeitraumes von 1933 bis 2006 im Jahre 1944 die höchste Abflussmenge mit 342,5 m³/s gemessen. Mit Ereignissen dieser Größenordnung ist jedoch nur alle 150 Jahre oder seltener zu rechnen.

### Außergewöhnliche Hochwasser
- Am 20. Februar 1999 trat die Wiese nach ergiebigen Regenfällen bei Maulburg über die Ufer. Am Maulburger Wuhr brach der Fluss aus seinem Bett aus und riss an seinem rechten Ufer die Uferbefestigung bis zu einer Tiefe von 30 bis 50 Metern heraus. Die weggerissene Flussverbauung wurde nur am linken Ufer saniert. Heute sind die vom Wiesewasser umspülten Kiesbänke und Sandstrände bei Maulburg zu einem beliebten Naherholungsgebiet geworden.Ruhestätte der am 28. Dezember 1882 beim Einsturz der Wiesenbrücke Verunglückten

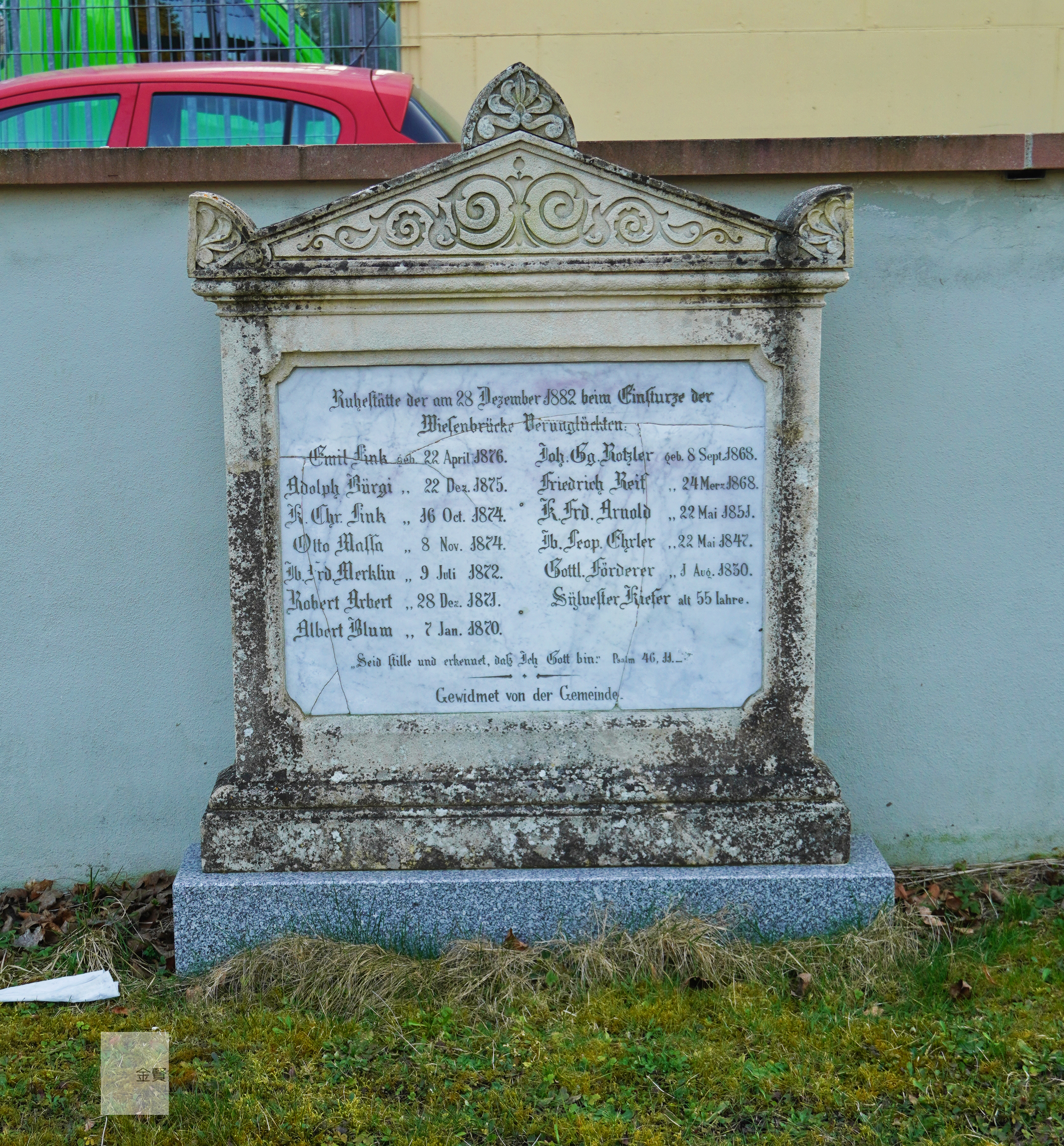
Ruhestätte der am 28. Dezember 1882 beim Einsturz der Wiesenbrücke Verunglückten

- Das Weihnachtshochwasser vom 22. Dezember 1991 war das stärkste Hochwasser der letzten 25 Jahre mit einem Abfluss von über 170 m³/s bei der Messstelle in Basel-Kleinhüningen.
- Das Hochwasser vom 27. November 1944 führte in der Spitze 342,5 m³/s mit sich und zerstörte unter anderem das Haagener Wehr.
- Das Weihnachtshochwasser vom 28. Dezember 1882 muss eines der schlimmsten historischen Hochwasser gewesen sein. Hochrechnungen ergaben, dass die Wiese im Riehener Bann bis zu 450 m³/s Wasser in der Spitze mit sich geführt haben muss. Dieses Hochwasser richtete in Riehen große Schäden an und war mit der Auslöser für die konsequente Umsetzung der Korrektionsarbeiten in den Langen Erlen.[12] Auch flussaufwärts wurden Wuhre, Brücken und Uferbefestigungen zerstört. Beim Einsturz der Tumringer Wiesenbrücke kamen mehr als ein Dutzend Schaulustige ums Leben, die sich auf der Brücke aufgehalten hatten.
- In der Nacht vom 14. auf den 15. Februar 1877 durchbrach die Wiese den Damm am Brombacher Kanal, fraß den Bahndamm an und umging das Haagener Wehr, dessen linker Teil weggerissen wurde. Weiter flussabwärts wurde die Haagener Brücke weggerissen. Die Wiese fraß auf Haagener Seite das gesamte Vorland weg, bis sie schließlich gegen die nördliche Giebelwand des Gasthauses zur Wiese prallte und diese einriss. Für die Gemeinde Haagen, die Wuhrgenossenschaft, die Mattenbesitzer und den Wiesenwirt bezifferte sich der finanzielle Schaden auf Hunderttausende von Mark.[13] Was beim Umfließen eines Wuhrs passieren kann, sieht man auf Fotos des Maulburger Hochwassers von 1999.

## Die Wiesekorrektion
Als die Alemannen im fünften und sechsten Jahrhundert das Wiesental zu besiedeln begannen, wählten sie die Orte mit Bedacht aus. Auf den Niederterrassen der letzten Eiszeit, wo sie sie anlegten, blieben die mittelalterlichen Siedlungen weitgehend von Wiesehochwassern verschont, die sich damals noch ungehindert in den Flussauen ausbreiten konnten. Doch mit zunehmender Kultivierung der fruchtbaren Flussauen wuchs das Bedürfnis der Bauern und Grundbesitzer, das kostbare Land vor den Hochwassern der Wiese zu schützen und die Ufer zu befestigen.
Erste Hinweise auf Uferinstandsetzungsmaßnahmen finden sich in einer Vereinbarung zwischen dem Landvogt von Rötteln und dem Rat der Stadt Basel vom 18. Dezember 1562 über Schutzbauten an der Wiese.
Sie betraf einen Wieseabschnitt oberhalb des Kleinbasler Teichwuhrs. Erste grafische Aufzeichnungen von Flussverbauungen stammen aus dem Jahr 1750. Sie zeigen die baulichen Maßnahmen zur Wiederherstellung eines von Ufereinbrüchen in Mitleidenschaft gezogenen Abschnitts der Wiese zwischen Weil und Kleinhüningen.
Im badischen Wieseabschnitt war die Wiese in viele Arme aufgeteilt und führte viel Geschiebe mit sich. Das führte bei Hochwasser immer wieder zu Überschwemmungen der Talaue. Da Landwirtschaft, Gewerbetreibende und die neu entstehenden Industriebetriebe im badischen Teil des unteren Wiesentals die Folgen der Hochwasser wesentlich stärker zu spüren bekamen als die Schweizer Flussanrainer in Riehen und Basel, wurden zwischen Hausen und Stetten die ersten groß angelegten Korrektionsarbeiten schon zwischen 1806 und 1823 durchgeführt. Die Flussbegradigung zwischen Lörrach und Hausen wurde durch den badischen Wasserbaumeister Tulla entworfen und durchgeführt.
Der heutige Verlauf der Wiese auf Schweizer Gemarkung wurde bereits im frühen 19. Jahrhundert planerisch durch den Bauinspektor Baader festgelegt. Interessant ist dabei die kerzengerade Strecke zwischen Weiler Wiesenbrücke und dem Eisernern Steg. Sie liegt parallel zur Sichtachse Stettener Kirche und Basler Münster. Die ursprüngliche Uferbefestigung war ein Buhnensystem, es wurde jedoch in den 1850er Jahren nach dem schweren Hochwasser von 1852 durch ein Schwellensystem ersetzt. Für das Flussbett sah man ein doppeltes Trapezprofil vor, mit einem Sommerbett und den Hochwasserdämmen. Die Ufer wurden noch weitgehend durch Faschinen, Flechtwerk und Grasbewuchs befestigt. Zwischen 1847 und 1878 zählte man 13 schwere Hochwasser, die allesamt zu Beschädigungen und Zerstörungen der Uferbefestigungen geführt haben. Erst nach dem großen Weihnachtshochwasser von 1882 wurde im Schweizer Wiesenabschnitt ein einheitliches Befestigungssystem errichtet.

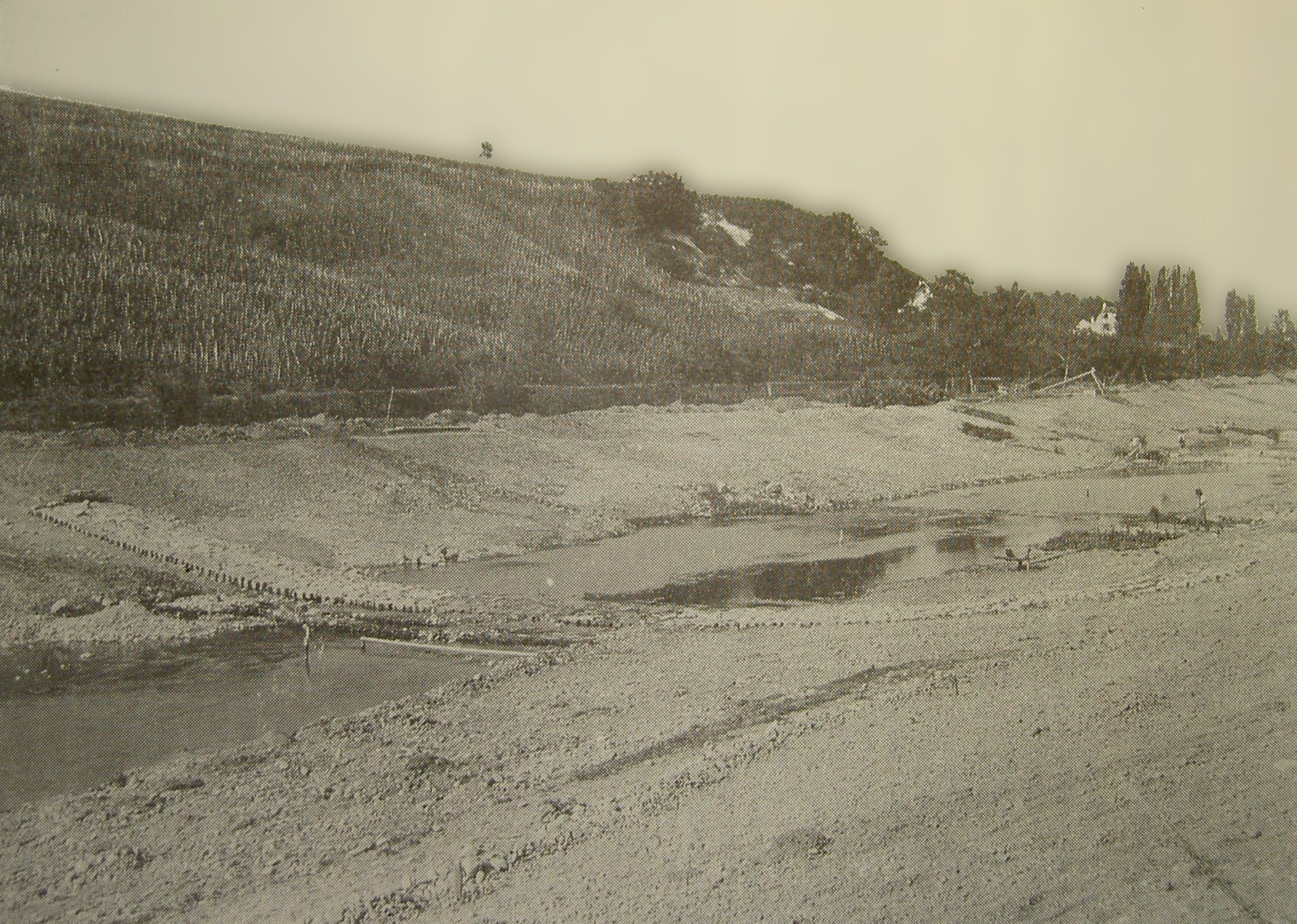
Korrektionsarbeiten am Schlipf oberhalb der Weiler Wiesenbrücke (1898)

Eine Besonderheit ist die 1898 durchgeführte Korrektion nach dem System Schindler zwischen der Landesgrenze und der Weilstrassenbrücke. Nach diesem System bildet das Flussprofil eine durchgehende, ununterbrochene Bodenlinie, welche weder eine abgesonderte Sohle, noch eine abgesonderte Uferbildung erhalte. Die Vorteile dieses Systems sollten darin liegen, dass bei Hochwasser die Uferverbauungen weniger angegriffen würden und das Flussbett ein größeres Wasservolumen aufnehmen könnte. Das System Schindler hatte sich in den Anfangsjahren nur unbefriedigend bewährt, so dass zwischen 1905 und 1910 die ursprünglich aus Holzwerk bestehenden Uferverbauungen durch Steinpflaster ersetzt werden mussten. Dem Schindlerschen Profil ist es jedoch zu verdanken, dass sich im Laufe der Zeit am rechten Ufer der Wiese eine bemerkenswerte Auenvegetation zwischen der Landesgrenze und dem Riehener Schwimmbad entwickeln konnte. Erst in jüngster Zeit wurde dieses schützenswerte Wieseufer durch die Baumaßnahmen zur Zollfreien Strasse stark beeinträchtigt.
Die Korrektionsmaßnahmen an der Wiese wurden in den vergangenen Jahrhunderten durch verschiedene natürliche Gegebenheiten und menschliche beziehungsweise behördliche Unzulänglichkeiten behindert. Die jahreszeitlich auftretenden Hochwasser und der große Geschiebeeintrag wirkten sich stets negativ auf Uferbefestigungen und die Höhe der Flusssohle und damit auf die Aufnahmekapazität des Flussbettes aus. Die im badischen Teil der Wiese durchgeführten Korrektionsmaßnahmen bewirkten einen verstärkten Abfluss der Hochwasser ins Schweizerische und damit eine stärkere Belastung der dortigen Uferschutzbauten. Die mangelnde Bereitschaft einzelner Flussanrainer, die Kosten für notwendige Instandhaltungsarbeiten zu übernehmen, verhinderten lange Zeit eine nachhaltige Korrektur längerer Flussabschnitte.
Erst nach der Bildung des sogenannten Staatsverbands in Baden und der Übernahme der Flussstrecke im Riehener Bann durch den Kanton Basel konnte eine langfristige Sicherung der Wieseufer gewährleistet werden.
Nachdem die Wiese auf der gesamten Strecke zwischen Hausen und Kleinhüningen in das künstliche Bett gebannt wurde, hat sie ihren Schrecken weitgehend verloren. Größere Hochwasser bleiben seitdem innerhalb der Dämme gefangen. Erst in jüngster Zeit wird wieder laut über eine Auflockerung der starren und unnatürlichen Wieseufer nachgedacht.

## Natur und Umwelt

### Wasserqualität
Bis in die 1880er Jahre war die Belastung der Wiese und ihrer Nebengewässer durch anthropogene Nutzungen und Eingriffe relativ gering. Erst mit der einsetzenden Industrialisierung, dem wachsenden Wohlstand und der damit verbundenen starken Zunahme von Bevölkerung, Siedlungsflächen und Infrastruktur wurde das natürliche Gleichgewicht der Flusslandschaft gestört. Die Zerstörung der Auenlandschaft durch die Flusskorrektion (1882–1898), die Intensivierung der Landwirtschaft sowie die mangelhafte Klärung von industriellen und städtischen Abwässern führten zu einer weiteren Verschlechterung des allgemeinen Flusszustandes. Seit den 1970er Jahren machte sich ein Umdenken bei Gemeinden und Städten bemerkbar und der Schutz der Wiese rückte wieder in den Vordergrund. Durch den Bau von neuen Kläranlagen und die Erlassung schärferer Umweltschutzauflagen konnte seitdem der Gütezustand stark verbessert werden.

#### Biologische Güte
Die biologische Gewässergüte lässt insbesondere Beeinträchtigungen von Fließgewässern durch biologisch leicht abbaubare Stoffe und daraus resultierende Defizite des Sauerstoffhaushaltes erkennen. Die Gewässergüte der Wiese hat sich in den letzten Jahrzehnten stark verbessert. Von ihrer Mündung bis nach Brombach ist das Wasser der Wiese mäßig belastet (Güteklasse II) und durch die Erweiterung der Kläranlage Steinen konnte sie sich ebenso am Mittellauf auf Güteklasse II verbessern. Zwischen Steinen und Zell und Schönau bis Todtnau ist das Wasser der Wiese gering belastet, also Güteklasse I-II. Die verschiedenen Zuflüsse, insbesondere die Kleine Wiese weisen keine oder sehr geringe Belastungen auf. Fließgewässer mit Gütekategorie II, weisen laut LAWA Gewässerabschnitte mit mäßiger Verunreinigung und guter Sauerstoffversorgung auf. Sie besitzen eine sehr große Artenvielfalt und Individuendichte von Algen, Schnecken, Kleinkrebsen, Insektenlarven. Wasserpflanzenbestände können größere Flächen bedecken und sie sind artenreiche Fischgewässer.
In der Wiese wurden bei jüngsten Bestandsaufnahmen elf Fischarten gezählt, Aal, Elritze, Barbe, Nase, Alet, Gründling, Bachschmerle und Aesche, Bachforelle, Stichling, Mühlkoppe. Darüber hinaus wurden mehr als 60 Kleintierarten festgestellt.
Für die biologische Reinheit der Wiese sorgen mehrere Kläranlagen. Aufgrund wetterbedingter Wasserstandsänderungen können dennoch starke Qualitätsschwankungen auftreten. Insbesondere bei Hochwasser können die Kläranlagen das anstehende Kanalisationswasser nicht ausreichend klären. Bei Niedrigwasser und hohen Wassertemperaturen kann es zu Sauerstoffmangel kommen, welcher sich negativ auf das natürliche Gleichgewicht der Wasserlebewesen auswirken kann.

#### Chemische Güte
Die Belastung der Wiese mit Nährstoffen wie Nitrat und Phosphat kann im Allgemeinen als gering und unbedenklich angesehen werden. Für Schwermetalle wie Blei, Cadmium oder Zink jedoch, weisen die Sedimentproben der LAWA für den Oberlauf der Wiese hohe bis sehr hohe, für Mittel- und Unterlauf deutliche bis erhöhte Belastungswerte auf. Die Schwermetallvorkommen in den Flusssedimenten sind auf den mittelalterlichen Bergbau und die Erzverarbeitung im Schwarzwald zurückzuführen. Im Hinteren Wiesental waren im 14. Jahrhundert auf dem Territorium des Klosters St. Blasien 45 Hüttenbetriebe und Schmelzmühlen im Betrieb. Die meisten Bergwerke und Erzhütten wurden jedoch schon im 18. und 19. Jahrhundert aufgelassen.

#### Gewässerstrukturgüte

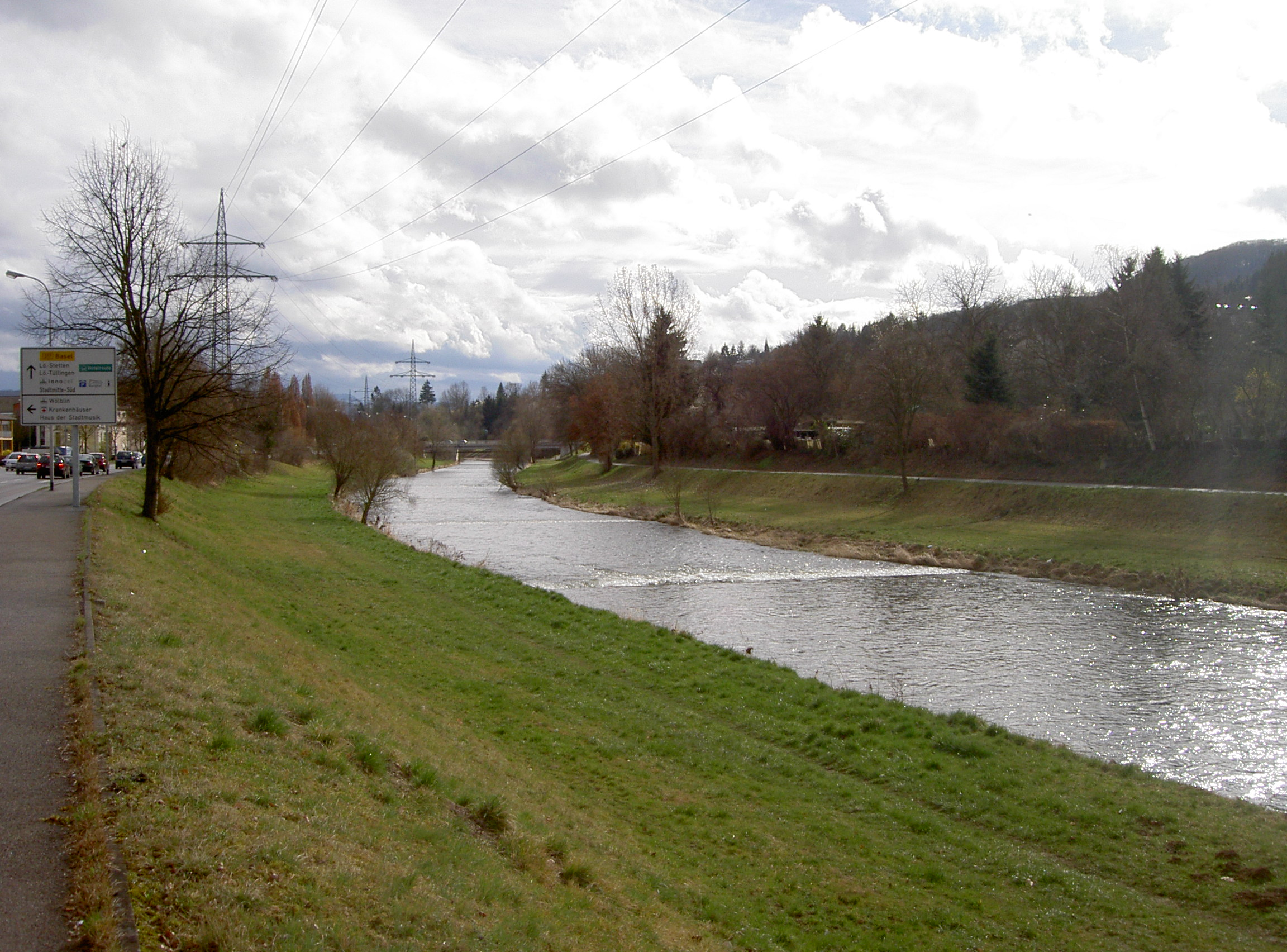
Die Wiese in Lörrach: Deutlich sind die unnatürlichen, trapezförmigen Sohlrampen und die Schwellen sichtbar.

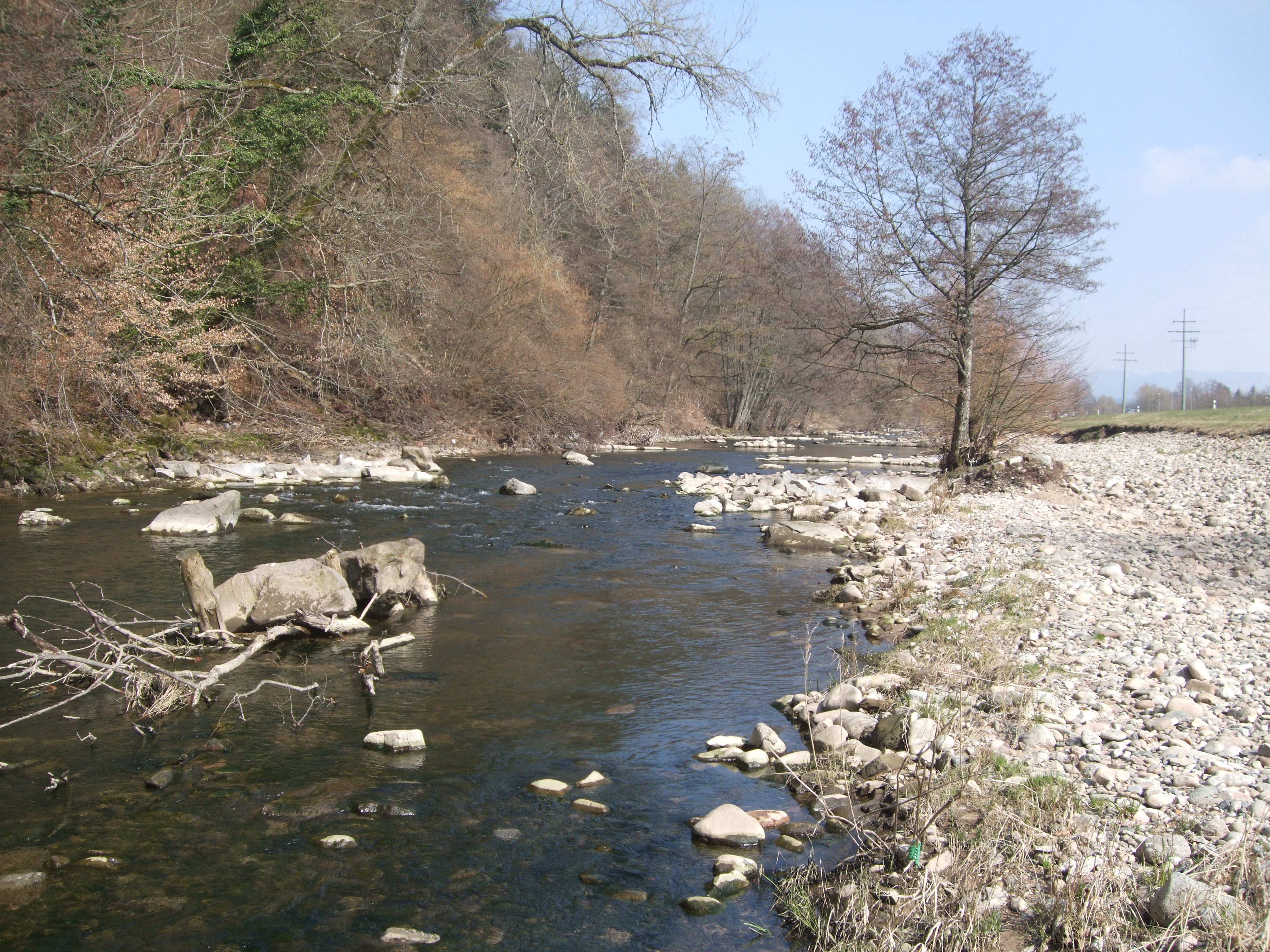
Die Wiese bei Maulburg: Renaturierungsmaßnahmen führten wieder zu einem natürlicheren Flussbett. Das rechte Ufer wird bei höheren Wasserständen überflutet, wodurch spezielle Lebensräume entstehen sollen.

Die Gewässerstrukturgüte ist ein Maß für die ökologische Qualität der Gewässerstrukturen und der durch diese Strukturen angezeigten dynamischen Prozesse.
Die natürliche Gewässerstruktur der Wiese wurde durch die Kombination von verschiedenen Korrektionsmaßnahmen und baulichen Eingriffen (z. B. in der Linienführung, durch Uferverbau, Querbauwerke, Stauregulierung, Anlagen zum Hochwasserschutz und/oder Nutzung in der Aue) weitgehend verändert und zerstört. Das trifft vor allem für den Unterlauf der Wiese zwischen Zell und Basel zu. Doch selbst am Oberlauf der Wiese zwischen Todtnau und Zell ist die Gewässerstruktur immer noch deutlich bis stark verändert. Nur an drei relativ kurzen Flussabschnitten im Oberlauf der Wiese ist die Gewässerstruktur nur mäßig beeinflusst. Im Vergleich zu den meisten anderen Flüssen im südlichen Schwarzwald wurde die Wiese von ihren Quellen bis zur Mündung weitgehend durch flussbauliche Maßnahmen verändert.
In den letzten Jahren hat sich ein Umdenken in der öffentlichen Wahrnehmung der Wiese bemerkbar gemacht. Verschiedene Projekte auf Schweizer und Deutscher Seite haben es sich zum Ziel gesetzt, die Wiese in ihrer ökologischen und biologischen Funktion und in ihrer Funktion als Naherholungsgebiet aufzuwerten.

### Revitalisierung und Naturschutz an der Wiese
Seit den späten 1990er Jahren wurden im Kanton Basel-Stadt die ersten Überlegungen und Planungen zur Renaturierung und Revitalisierung der Basler Fließgewässer angestellt. Anlass dazu war das veränderte Umweltbewusstsein bezüglich Stadtgewässern und die Erkenntnis, dass naturnahe Gewässer einen nachhaltigen Mehrwert für Flora, Fauna und Erholung suchende Menschen schaffen.
In diesem Geiste wurde das Entwicklungskonzept Fliessgewässer Basel-Stadt erarbeitet, in dessen Zielkatalog verschiedene Revitalisierungsmaßnahmen festgelegt wurden. Zu den erstrangigen Zielen gehörten
- die Wiederansiedlung von Biber und Lachs an Rhein, Birs und Wiese,
- der Ausbau von Wanderkorridoren zur Biotopvernetzung,
- die Schaffung von mehr Raum für Landbäche,
- die naturnahe Pflege der revitalisierten Lebensräume sowie
- der Schutz und die Verbesserung der ober- und unterirdischen Gewässer.

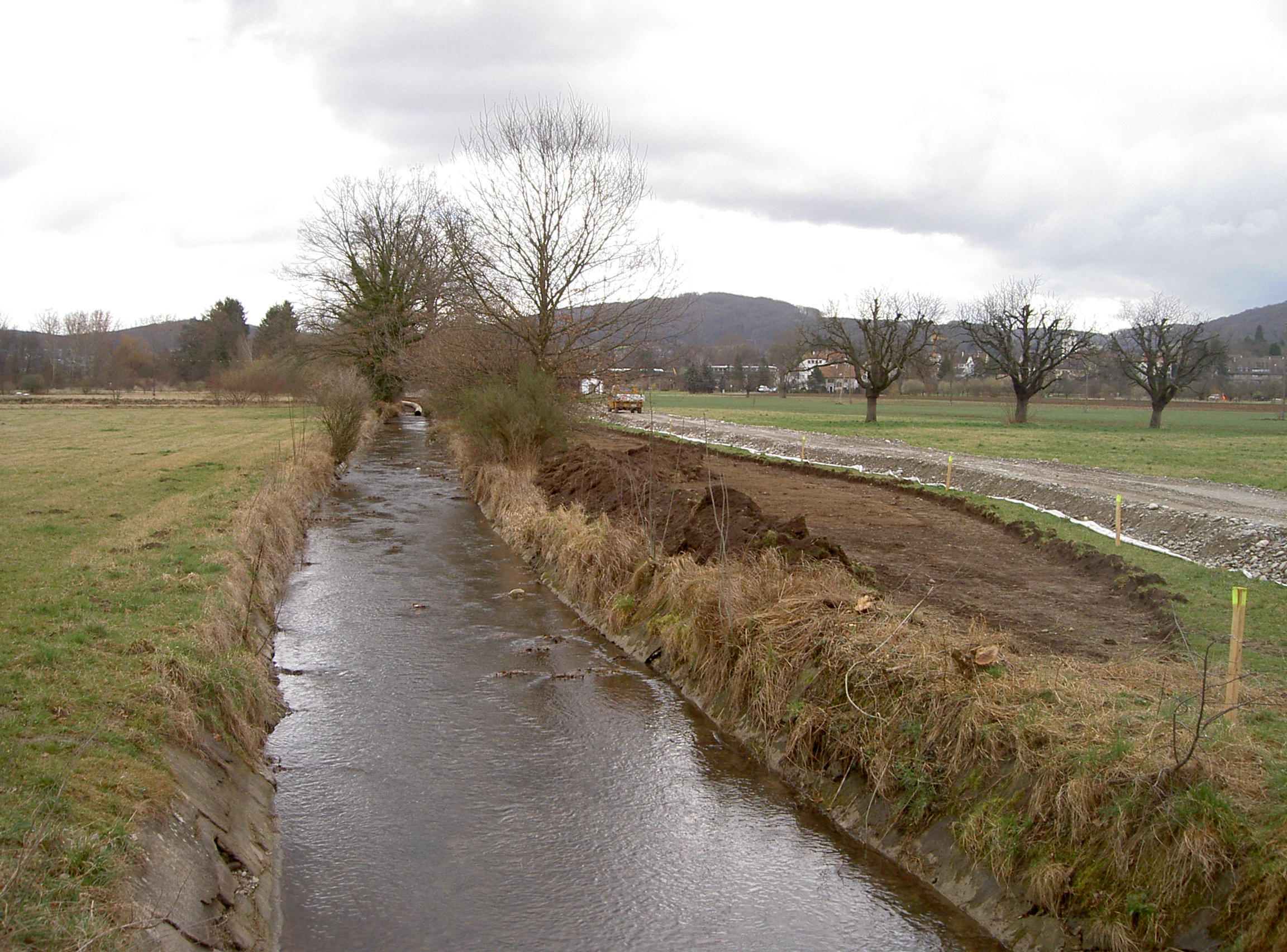
Revitalisierung des Neuen Teichs bei Riehen

Für die Wieseebene wurden im Rahmen des Entwicklungskonzeptes zahlreiche Projekte entwickelt. Dazu gehören insbesondere die Revitalisierung der Wiese, des Riehenteichs, des Alten Teichs und des Otterbachs unter Berücksichtigung der Trinkwassergewinnung in den Langen Erlen sowie eine bessere Vernetzung der Wiese mit ihren Nebengewässern, um neue Laich- und Jungfischlebensräume zu erschließen.

#### Aktuelle Naturschutzprojekte im Bereich der Wiese
- Auf einem 600 Meter langen Abschnitt zwischen Erlenparksteg und Wiesebrücke wurden bereits 1999 erste Revitalisierungsmaßnahmen durchgeführt, die harten Flussverbauungen wurden entfernt und durch naturnahe Steinbuhnen ersetzt.
- Zur langfristigen Erhaltung der einzigartigen Auenlandschaft und der angrenzenden Kulturlandschaft wurde 2001 der Landschaftspark Wiese geschaffen. Der Landschaftspark ist ein grenzüberschreitendes Projekt, an dem neben den Städten Weil am Rhein und Lörrach (seit 2007), der Gemeinde Riehen und der Stadt Basel auch das Trinationale Umweltzentrum (TRUZ) und weitere schweizerische Naturschutzorganisationen beteiligt sind.[19]
- Um eine gute Trinkwasserqualität des Grundwasserreservoirs in den Langen Erlen zu gewährleisten, muss für eine ausreichende Kontrolle der Wasserqualität gesorgt werden. Dazu wurden im Rahmen des Entwicklungskonzeptes in Zusammenarbeit mit der Universität Basel Studien durchgeführt, die die Mechanismen und möglichen Belastungsrisiken durch verschmutztes Flusswasser in den Langen Erlen erforschen sollten.[20]
- Die Sanierung des Neuen Teichs wird seit Oktober 2007 in Angriff genommen, um den Anforderungen des Grundwasserschutzes gerecht zu werden. Die Maßnahmen sehen vor, das Bett des Kanals abzudichten, damit bei Hochwasser keine Keime aus belastetem Wiesenwasser in die Grundwasserbrunnen eindringen können. Bei den Sanierungsarbeiten soll der Teich zudem naturnah gestaltet und auf seiner gesamten Strecke fischgängig gemacht werden.
- In der Stadt Lörrach wurde seit Anfang des Jahrzehnts das Projekt Wiesionen entwickelt. Das Projekt sieht vor, in mehreren Teilprojekten eine Aufwertung des Lebensraums Fluss für Natur und Mensch auf Lörracher Stadtgebiet zu erreichen. Da die enge Bebauung auf Lörracher Gebiet einen sehr geringen Spielraum für Renaturierungsmaßnahmen zulässt, kann nur in begrenztem Maße in die bestehende Gewässerstruktur eingegriffen werden. Innerhalb der Hochwasserdämme soll eine reduzierte Auendynamik hergestellt werden und Wanderungshindernisse im Fluss sollen beseitigt werden. Zudem soll der Fluss an ausgewählten Stellen durch entsprechende Baumaßnahmen in das städtische Leben integriert werden.[21]

#### Zollfreistrasse

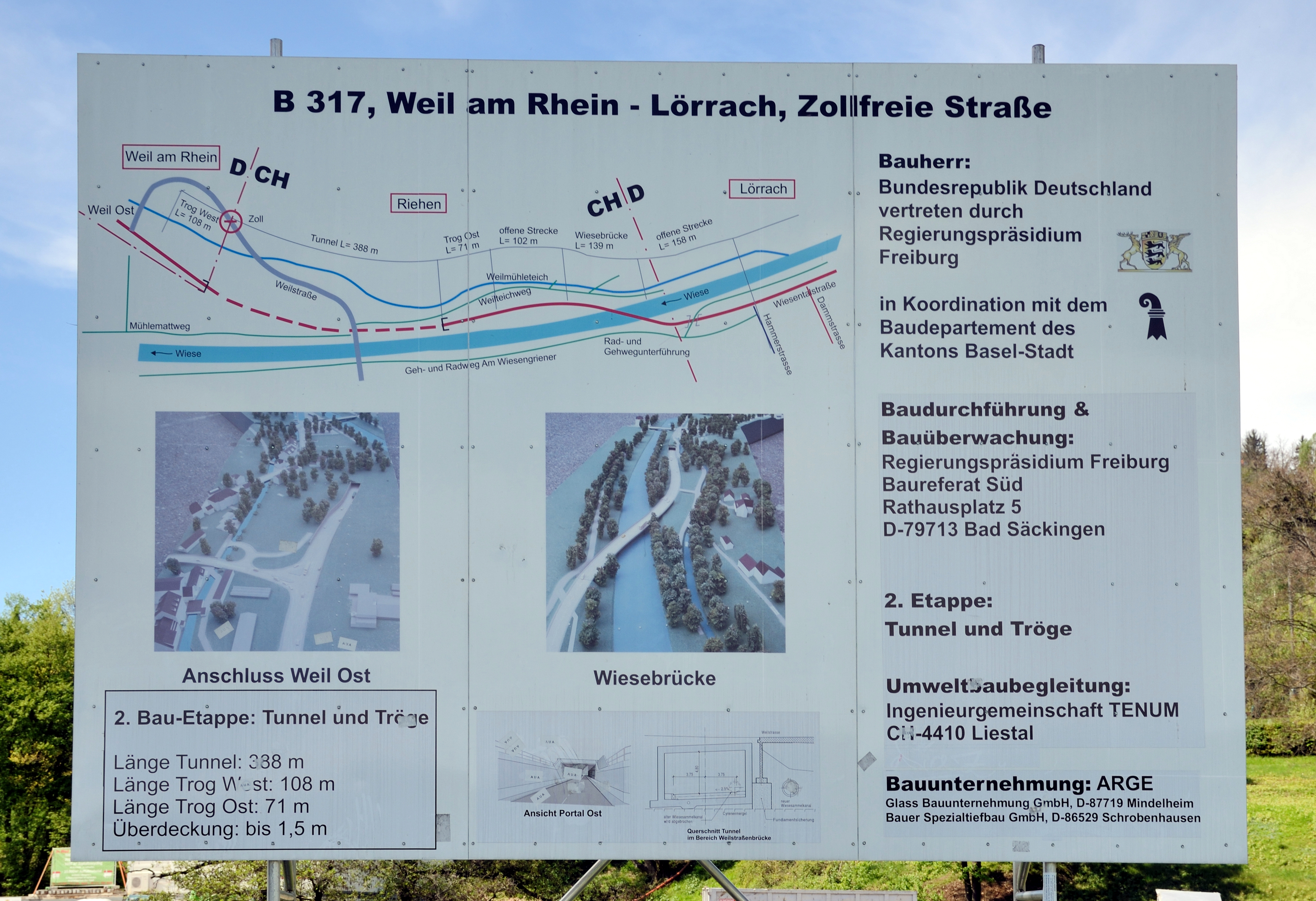
Infotafel Zollfreistrasse an der Weiler Wiesebrücke

Bis Januar 2006 wurde das rechtsseitige Ufer der Wiese an der Wiesebrücke unterhalb des Tüllinger Schlipf von einem naturnahen Auenwald gesäumt. Im Zuge der Bauarbeiten zur Zollfreistrasse wurden Teile dieses Waldes gerodet und der Lebensraum einiger seltener Vögel und Pflanzen stark beeinträchtigt. Das Genehmigungsverfahren für den Bau der Zollfreistrasse hatte sich über mehrere Jahrzehnte hingezogen und wurde bis zuletzt durch den Widerstand von regionalen Umweltschützern hinausgezögert. Obwohl der Bau der umstrittenen Straße letztlich nicht verhindert werden konnte, war die Initiative zum Schutz der Wiesenaue insofern erfolgreich, als die verschiedenen Bevölkerungsgruppen für den Schutz der Wieseebene sensibilisiert werden konnten und die lokalen Behörden weitgehende ökologische Ausgleichsmaßnahmen in Aussicht gestellt haben.

## Nutzgewässer und Wirtschaftsfaktor
Wohl seit der Besiedlung des Wiesentals durch die Alemannen wurde die Wiese für land- und fischereiwirtschaftliche sowie gewerbliche und ab dem 18. Jahrhundert für industrielle Zwecke genutzt.

### Fischerei

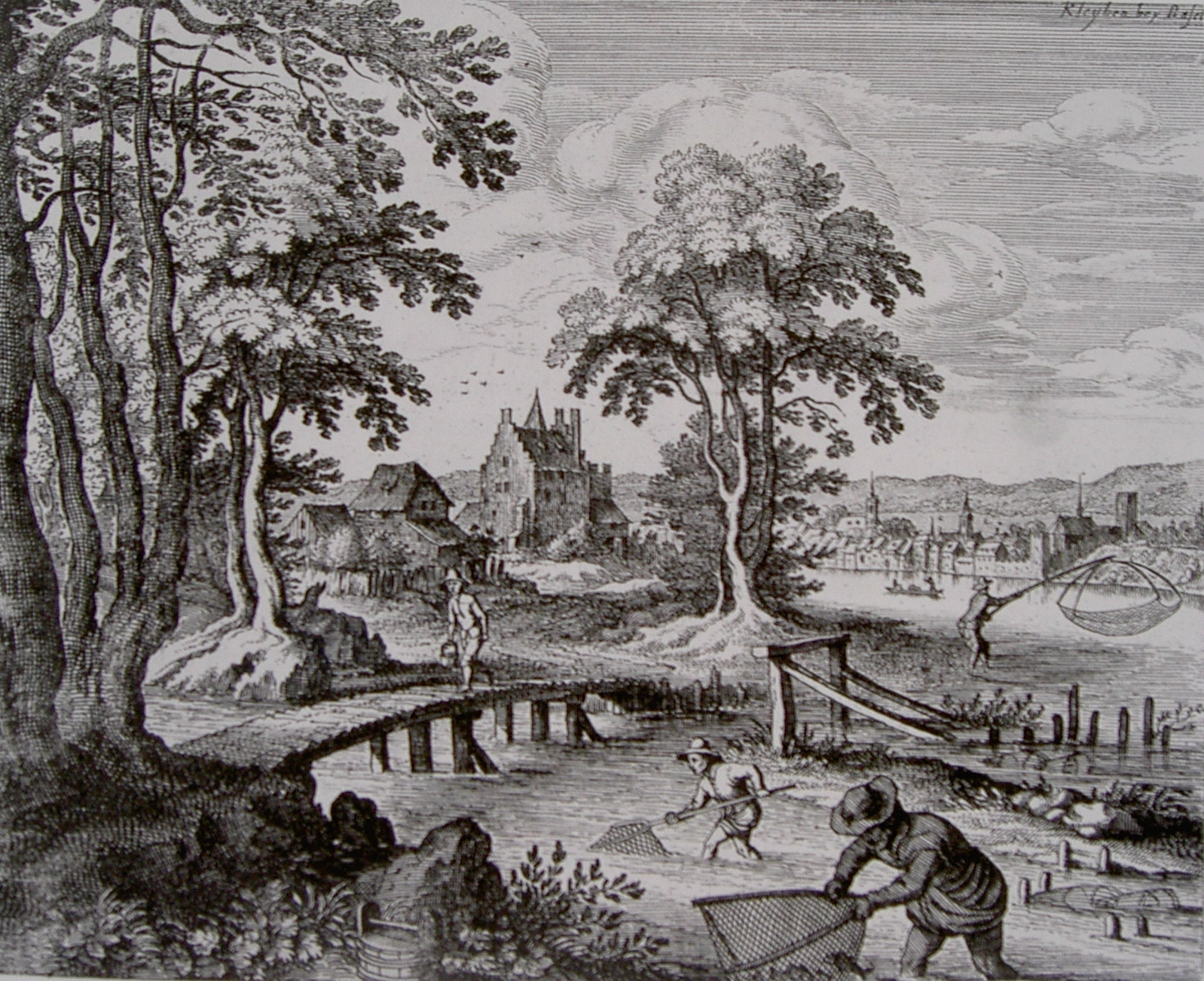
Die Wiesemündung bei Kleinhüningen, zu sehen sind Fischer bei der Arbeit mit Kescher, Reusen und Netzen, im Hintergrund Schloss Klybeck und Basel

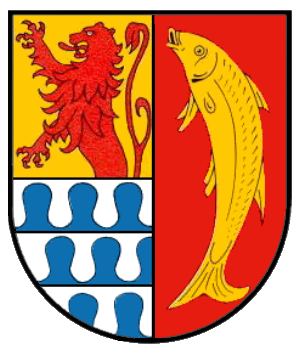
Im Gemeindewappen von Haagen erinnert der Fisch an das Vorrecht der Hoffischer von Rötteln und Haagen, während der hohen Fischweid die Gewässer der Vogtei Rötteln befischen zu dürfen

Die Wiese war seit Menschengedenken ein sehr fischreiches Gewässer. Die zahlreichen Seitenarme, das kiesige Flussbett, die Schatten spendenden Auenwäldchen und die Strömungsverhältnisse boten zahlreichen Fischen und anderen Wasserlebewesen optimale Lebensbedingungen. In vielen Chroniken wird auf die Vielfalt und Menge vor allem von Salmoniden hingewiesen. Im Frühmittelalter waren die Fischgründe noch für jedermann frei zugänglich, spätestens seit der Anwendung des fränkischen Königsrechts wurde die Fischweid eingeführt, mit der die Allgemeinnutzung des Flusses verboten wurde.
Im 15. Jahrhundert vergaben die Röttler Markgrafen sämtliche Fischereirechte von Hausen bis nach Kleinhüningen (mit Ausnahme von Stetten). Besonders reich an Fischen war die Wiesenmündung bei Kleinhüningen. Das wussten ebenso die Basler und Hüninger Fischer, so dass es an der Wiesemündung des Öfteren zu heftigen Streitereien kam, so im Lachsfangstreit von 1736/37.
Die Fischweid war sehr streng reglementiert. Es mussten Schonzeiten, Minimalgrößen, Losgrenzen und die Wassernutzungsrechte der Mühlengewerbe und Flößereiwirtschaft berücksichtigt werden. Ein großes Problem stellten zudem bereits im Mittelalter die Wiesenwuhre dar, die während der Fischwanderungszeit für den Durchzug der Lachse geöffnet werden mussten.
In der ersten Hälfte des 20. Jahrhunderts wurde die hauptberufliche Fischerei aufgegeben. Hohe Wasserverschmutzung, die Kanalisierung der Wiese und der Bau von unüberwindbaren Laufwasserkraftwerken im Rhein zerstörten den Lebensraum und die Wanderwege vieler Flusslebewesen und damit die Wirtschaftsgrundlage der Fischerei. Heute besitzt einzig die alte Fischerfamilie Bürgin in Kleinhüningen noch das alte Fischereirecht und in Haagen erinnert der goldene Fisch im Wappen an das ehemalige Privileg, die Röttler Hochfischweid durchführen zu dürfen.
Seitdem es die Wasserqualität wieder zulässt, kümmern sich verschiedene regionale Angelsportvereine um den Fischbestand und die Aufzucht von Jungfischen (Bachforellen). Im Rahmen gemeinschaftlich durchgeführter Flussputzaktionen tragen sie außerdem wesentlich zur Reinhaltung der Wiese und der übrigen Gewässer im Wiesental bei.

### Mühleteiche, Gewerbekanäle und Wässerungswuhre
Neben den Fischern lebten vor allem die auf Wasser angewiesenen Gewerbe vom Wiesenwasser. Aufgrund der Dynamik des Flusses und seines im Mittelalter noch ungebändigten Flusslaufes war es jedoch relativ schwierig, die Wasserkraft der Wiese für das Müller-, Säge- oder Schmiedegewerbe zu nutzen. Mit der zunehmenden Urbarmachung der Wiesenauen im Mittelalter und der wachsenden Bedeutung von Viehhaltung in der Landwirtschaft wurden die neu erschlossenen Wiesenmatten in der Aue und ihre Bewässerung zu einem Wirtschaftsfaktor.
Zur Nutzung des Wassers zweigte man es ab dem Spätmittelalter durch, hier Wuhr genannte, Wehre kontrolliert ab und leitete es durch künstliche, hier Teich genannte Kanäle den Betrieben und den Wässerwiesen zu, wobei man die Tallinien alter Flussarme nutzte.
Die Bischöfe von Basel hatten an der planmäßigen Besiedlung Kleinbasels in der ersten Hälfte des 13. Jahrhunderts ein machtpolitisches Interesse (Kleinbasel gehörte damals noch zum Breisgau), vor allem aber ein wirtschaftliches. Nachdem die linksrheinischen Flüsse und Gewerbekänäle den wachsenden Bedarf an Wasserkraft und Nutzwasser nicht mehr decken konnten, förderte man mit dem Bau des Kleinbasler Gewerbeteichs die Gewerbetätigkeit auf Kleinbasler Gebiet nachhaltig. Er spaltete sich um 1280 in acht separate Teiche auf. Später wurde er Riehenteich genannt.

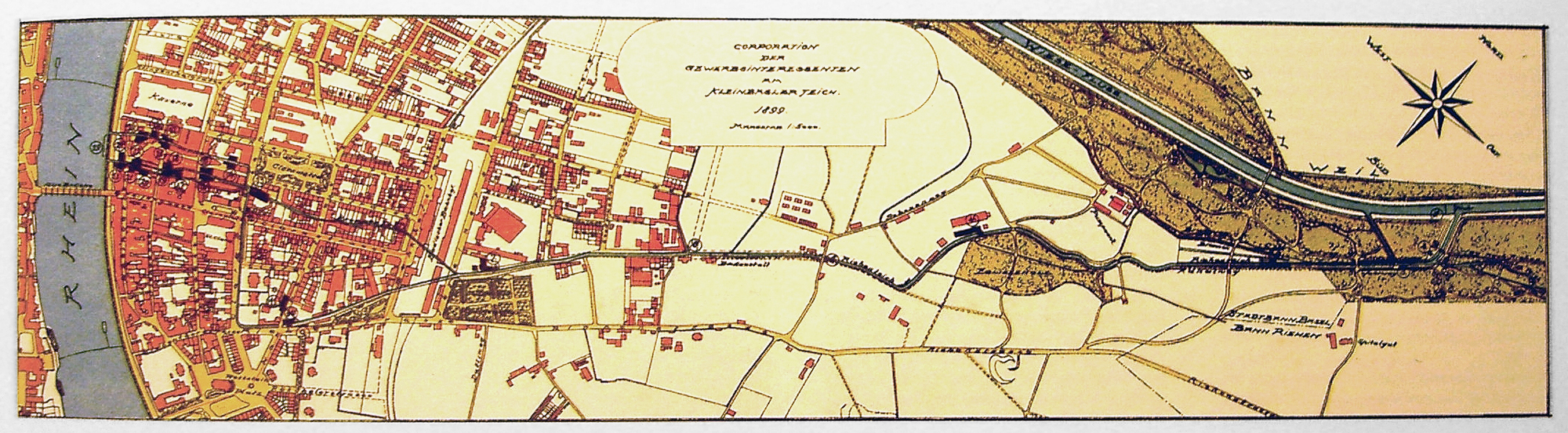
Die Kleinbasler Teiche auf einem Situationsplan von 1899

Bis ins Jahr 1900 versorgten westlich der Langen Erlen auch noch der Kleinhüninger Mühleteich und der Klybeckteich das örtliche Gewerbe mit Wasser.
Die Teiche auf Lörracher, Stettener und Riehener Gemarkung verliefen in einstigen Stromrinnen von Seitenarmen der Wiese, in denen am Rande der Hochgestade (unterste Flussterrasse) kleine Bäche verliefen. In Riehen ist der Alte Teich bereits für 1262 bezeugt. Alter und Neuer Teich waren ursprünglich kleinere Flussarme der Wiese. Das Wasser des Riehener Mühleteichs wurde am „Wuhr“ bei Stetten von der Wiese abgezweigt. Seine Reparaturanfälligkeit und Konflikte mit den Stettenern führten schließlich ab 1814 zum Verfall des Grabens, zumal noch eine direkte Verbindung zum Stettener Gewerbeteich bestand. Nach längeren Trockenperioden wurden um das Jahr 1723 die Riehener Teiche mit den Kleinbasler Teichen zusammengelegt.
Die Bewirtschaftung war erschwert durch Konflikte um Nutzungsrechte und Instandhaltungspflichten, häufige Hochwässer und unterschiedliche Zuständigkeiten der Behörden. So lag das Wehr vom badischen Weil auf Basler Gebiet, das Riehener auf Stettener Gemarkung und damit auf vorderösterreichischem Gebiet, und Stetten bezog das Wasser aus dem Lörracher Gewerbeteich und damit aus Badischem Gebiet.
Auch weiter oberhalb, zwischen Zell und Lörrach, wurden im Mittelalter kleinere Nebenarme der Wiese zu Mühlteichen ausgebaut, von denen kleine Kanäle für die Wässerung der Wiesen abgeleitet wurden. Zwischen Haagen und Tumringen verlief der Haagener Mühleteich beziehungsweise Röttler Teich. Der Existenz des Mühlenteichs verdankt Haagen und Rötteln die Gründung von Spinnereien und Webereien.
Der einstige Steinener Mühleteich ist seit dem 14. Jahrhundert bezeugt und verlief vom heutigen Steinener Wasserwerk durch Steinen hindurch bis kurz vor Brombach. Im Mittelalter lieferte der Teich Wasserenergie für die Mühlen und Sägereien sowie Nutzwasser für die Wässermatten und für das Vieh. Die Nutzungsrechte und Pflichten wurden durch die Satzung der Wuhrgenossenschaft geregelt. Zu erneuten Nutzungskonflikten kam es, nachdem der Basler Fabrikant Major Geigy-Lichtenhahn ab 1834 am Ortsrand eine mechanische Spinnerei und Weberei errichtet hatte. Nach dem Zweiten Weltkrieg nahm das Interesse an der Nutzung des Wiesewassers stark ab, auch weil die Wässerungsmatten Neubaugebieten weichen mussten und viele Textilbetriebe in wirtschaftliche Schwierigkeiten gerieten. Nach 1984 wurde der über 400 Jahre alte Kanal zugeschüttet. Von ihm künden heute der Mühleweg und der ehemalige Kanalverlauf westlich des Steinener Wasserkraftwerks.

### Flößerei

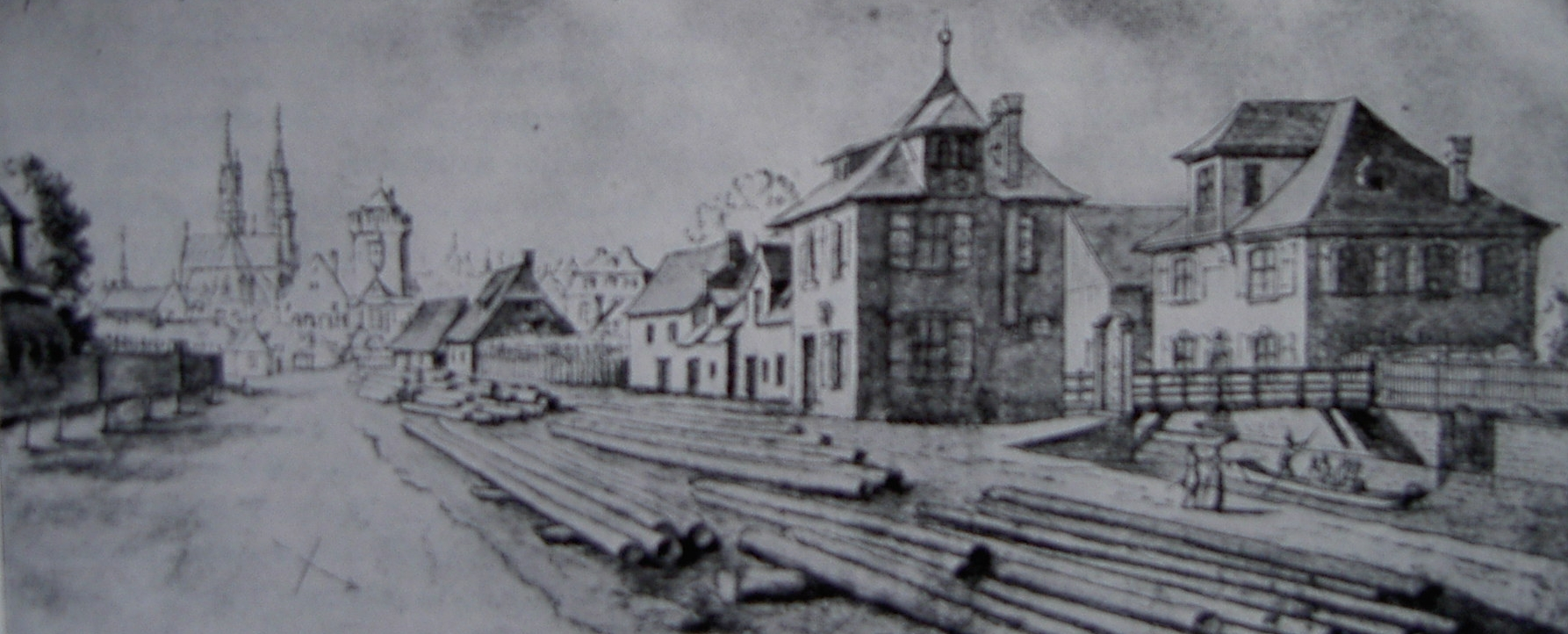
Holzumschlagplatz am Kleinbasler Riehentor

Außer zum Antreiben von Wassermühlen und zur Bewässerung wurde die Wiese seit dem 14./15. Jahrhundert zum Transport von Holz aus dem Schwarzwald genutzt. Es war wiederum die Stadt Basel, die durch den wirtschaftlichen Aufschwung des Druck- und Papiergewerbes die Holzvorkommen im Schwarzwald erschloss. Durch Verträge mit den Markgrafen sicherte sich die Stadt Basel jährliche Einfuhrmengen von Holz. Flößsaison war im März und April, wenn die Wiese während der Schneeschmelze genügend Wasser führte. Im 18. Jahrhundert führte die starke Nachfrage aus Basel zu einem regelrechten Holzboom im Schwarzwald. Es wurde eigens für die Flößerei ein 6 Schuh breiter Kanal gebaut, auf dem zeitweise mehr als 7000 Klafter Holz (entspricht etwa 14.700 fm) jährlich nach Basel geschafft wurden.
Die ungebremste Holznachfrage aus Basel führte zu erheblichen wirtschaftlichen Ungleichgewichten und einer wenig nachhaltigen Forstwirtschaft im Wiesental, woraufhin es nach und nach zu verschiedenen obrigkeitlichen Holz- und Kohleausfuhrverboten kam. Erst im ausgehenden 18. Jahrhundert wurde die Flößerei im Wiesental eingestellt.

### Textilindustrie
Im 18. und 19. Jahrhundert entstanden im Wiesental die ersten Textilfabriken. Die nutzbare Wasserkraft der Wiese und die bereits existierende Kanalinfrastruktur, die Nähe zu Schweizer Kapitalgebern sowie wirtschaftspolitische Überlegungen im Zuge des Beitritts Badens zum Deutschen Zollverein und staatliche Förderungszusagen begünstigten den Standort im Wiesental. Besonders Baumwoll- und Indiennefabriken, Seidenwebereien und Spinnereien sowie Stofffärbereien wurden gegründet. Die wachsenden Ansprüche der Wiesentäler Industriebetriebe an die Regulierbarkeit des Wiesenwassers und die ständige Bedrohung der Fabriken durch Hochwasser führten in der zweiten Hälfte des 19. Jahrhunderts zu ernsthaften Planungen, den natürlichen Flusslauf in der Talaue nachhaltig zu korrigieren und die Wiese in ein künstliches Bett zu zwängen.
Die Wiese, die aus dem Tiefengestein- und dem Buntsandgebiet des Hochschwarzwaldes kommt, führt nahezu kalkfreies Wasser, im Gegensatz zu den anderen Rheinzuflüssen in Basel mit Ursprung im Jura. Weiches Wasser ist zum Färben von Textilien besser geeignet als hartes, was die Ansiedlung von Textilindustrie im Wiesental ebenfalls begünstigte.

### Energieerzeugung
Die Wasserkraft der Wiese wird schon seit Jahrhunderten genutzt. Wurden im Mittelalter und der frühen Neuzeit diverse Mühlen (Getreidemühlen, Ölmühlen, Sägemühlen) und Stampfen, sowie Hammerwerke angetrieben, so brachte mit der Industrialisierung insbesondere die Textilindustrie die Wasserrechte an sich und installierte Turbinen die Strom für die eigenen Spinn- und Webmaschinen lieferten. Mit der Verlagerung der Textilindustrie in Billiglohnländer blieben die langlebigen Turbinen und Generatoren, sowie die Wasserrechte beliebte Aktiva in den Industriebrachen.
Die Stromproduktion war für die Immobilienverwaltungen der untergegangenen Textilfirmen und Unternehmen aus der Energiebranche eine oft gute Geschäftstätigkeit, da für den Strom meist eine Abnahme nach dem Erneuerbare-Energien-Gesetz (EEG) garantiert wurde.
An der Wiese und den von ihr abgeleiteten Gewerbekanälen befinden sich 37 Kleinkraftwerke, im Einzugsgebiet der Wiese sind es 73 Anlagen.
In deutschen Privathaushalten leben durchschnittlich nur noch zwei Personen. Der durchschnittliche Stromverbrauch eines Zwei-Personen-Haushalts in einem Mehrfamilienhaus beträgt 2.500 kWh/Jahr. Die 11 von der Naturenergie AG im mittleren Wiesental (Mambach bis Steinen) betriebenen Wasserkraftwerke produzieren im Durchschnitt 22,4 Mio. kWh/Jahr und können damit rund 9000 Haushalte versorgen. Für die übrigen Betreiber sind die Daten unvollständig, aber es wird davon ausgegangen, dass etwa 15.000 Haushalte durch die Kleinwasserkraftwerke an der Wiese versorgt werden können.
Nachdem im mittleren Wiesental seit 2010 noch zwei Wasserkraftwerke gebaut wurden, ist das Potenzial der Wasserkraft des Flusses weitgehend ausgeschöpft. Im Vordergrund steht nun die ökologische Aufwertung der Kleinkraftwerke, die auch schon in zahlreichen Modernisierungsmaßnahmen (z. B. Fischtreppen, Erhöhung der Restwassermenge etc.) ihren Niederschlag gefunden hat. Zudem wird durch Modernisierung der Anlagen eine höhere Stromproduktion erreicht.
Die nachfolgende Übersichtstabelle basiert hauptsächlich auf dem Energieatlas Baden-Württemberg (Karte „Bestehende Wasserbauwerke“) und den Informationen der NaturEnergie AG.
| Nr. | Gemeinde   | Bezeichnung                         | aktiv +/− | Fall- höhe (m) | Mittlerer Abfluss des Gewässers (m³/s) | installierte Leistung (kW) | mittlere Jahres- strom- prod. (Mio. kWh) | Bau- jahr | Betreiber                                                                                       | Bild |
| --- | ---------- | ----------------------------------- | --------- | -------------- | -------------------------------------- | -------------------------- | ---------------------------------------- | --------- | ----------------------------------------------------------------------------------------------- | ---- |
| 1   | Todtnau    | AK Todtnau-Brandenberg 1            | +         | 14,5           | 0,34                                   | 95                         |                                          |           | Mutter                                                                                          |      |
| 2   | Todtnau    | AK Kraftwerk Rotwiese               | +         |                | 0,05                                   | 471                        |                                          |           | Kraftwerk Rotwiese Bernauer KG                                                                  |      |
| 3   | Todtnau    | AK Todtnau-Brandenberg 3            | +         | 18,2           | 0,55                                   | 40                         |                                          |           | Knotz KG                                                                                        |      |
| 4   | Todtnau    | AK Todtnau-Brandenberg 4            | +         | 11,58          | 0,55                                   | 37                         |                                          |           | Kiefer                                                                                          |      |
| 5   | Todtnau    | AK Todtnau-Brandenberg 5            | +         | 22             | 0,57                                   | 75                         |                                          |           | Kunzelmann                                                                                      |      |
| 6   | Todtnau    | AK Todtnau 1                        | −         | 2,9            | 0,75                                   | 0                          |                                          |           | Keller Energie GmbH                                                                             |      |
| 7   | Todtnau    | AK Todtnau 2                        | +         | 5,3            | 0,75                                   | 25                         |                                          |           | Amann                                                                                           |      |
| 8   | Todtnau    | AK Todtnau 3                        | +         | 6              | 0,81                                   | 75                         |                                          |           | Kraftwerke Kaiser KG                                                                            |      |
| 9   | Todtnau    | AK Todtnau 4                        | +         | 12,1           | 1,66                                   | 120                        |                                          |           | Bernauer Wasserkraft GbR                                                                        |      |
| 10  | Todtnau    | AK Geschwend Ziegler                | +         | 17             | 1,79                                   | 305                        | 1,5                                      |           | Ziegler                                                                                         |      |
| 11  | Todtnau    | AK Geschwend Trötschler             | +         | 5,4            | 1,83                                   | 75                         |                                          |           | Trötschler                                                                                      |      |
| 12  | Utzenfeld  | AK Utzenfeld                        | +         | 6,1            | 3,25                                   | 120                        |                                          |           | Wasserkraft Hödle GmbH                                                                          |      |
| 13  | Schönau    | AK Schönenbuchen                    | +         | 2,5            | 4,4                                    | 125                        | 0,5                                      | 2011–2013 | [ 48 ] [ 49 ]                                                                                   |      |
| 14  | Schönau    | AK Schönau Frank                    | +         | 2,5            | 4,58                                   | 55                         |                                          |           | Frank Bürsten GmbH                                                                              |      |
| 15  | Schönau    | AK Schönau-Brand                    | +         | 8,25           | 4,84                                   | 280                        |                                          |           | Gewerbepark Schönau, Schmidt Grundstücksverwaltungs OHG                                         |      |
| 16  | Zell       | AK Mambach                          | +         | 37             | 5,48                                   | 1152                       | 5,7                                      | 1897–1899 | Naturenergie AG                                                                                 |      |
| 17  | Zell       | AK Atzenbach                        | +         | 11,8           | 7,38                                   | 642                        | 2,6                                      | 1893      | Naturenergie AG                                                                                 |      |
| 18  | Zell       | AK Zell Schappe                     | +         | 6,5            | 7,55                                   | 375                        | 1,4                                      | 1894      | Naturenergie AG                                                                                 |      |
| 19  | Zell       | AK Zell i. W., Fessmann & Hecker    | +         | 2,9            | 7,72                                   | 120                        |                                          |           |                                                                                                 |      |
| 20  | Zell       | AK Zell i. W., Kaiser, Unteres Werk | +         | 4,4            | 7,86                                   | 220                        |                                          |           | Kraftwerke Kaiser KG                                                                            |      |
| 21  | Hausen     | AK Hausen Bergwerk                  | +         | 5,8            | 7,99                                   | 316                        | 1,1                                      | 1910      | Naturenergie AG                                                                                 |      |
| 22  | Hausen     | AK Hausen Menton                    | +         | 2,3            | 7,99                                   | 75                         |                                          |           |                                                                                                 |      |
| 23  | Hausen     | AK Hausen Krummatt                  | +         | 3,9            | 7,99                                   | 221                        | 0,7                                      | 1899      | Naturenergie AG                                                                                 |      |
| 24  | Hausen     | FK Hausen III, Neumatt 1            | +         | 5,9            | 7,99                                   | 640                        | 1,7                                      | 2010–2011 | Wasserkraftwerk Hausen GbR, Gesellschafter: Naturenergie AG (50 %), Elmar Reitter               |      |
| 25  | Schopfheim | FK Fahrnau                          | +         | 5,5            | 7,99                                   | 440                        | 1,3                                      | 2001–2002 | Naturenergie AG                                                                                 |      |
| 26  | Schopfheim | AK Schopfheim Vogelbach             | +         | 6,1            | 7,99                                   | 50                         |                                          |           | Wiesental Energie GmbH                                                                          |      |
| 27  | Schopfheim | AK Schopfheim Bifig                 | +         | 3,25           | 7,99                                   | 160                        |                                          |           | WKW Wasserkraftwerk Wiesental OHG (Hänßler)                                                     |      |
| 28  | Schopfheim | AK Schopfheim Freudenberg           | +         | 4,50           | 7,99                                   | 130                        |                                          |           | WKW Wasserkraftwerk Wiesental OHG (Hänßler)                                                     |      |
| 29  | Schopfheim | AK Schopfheim Gündenhausen          | +         | 5,50           | 7,99                                   | 300                        | 0,9                                      | 1910–1911 | Naturenergie AG                                                                                 |      |
| 30  | Maulburg   | AK Maulburg 1                       | +         | 5,8            | 10,55                                  | 440                        | 1,3                                      | 1997–1998 | Wasserkraftwerke Maulburg GmbH Gesellschafter: Naturenergie AG (50 %), Einrichten Schweigert KG |      |
| 31  | Maulburg   | AK Maulburg 2                       | +         | 3,4            |                                        | 250                        | 0,7                                      | 2018      | Wasserkraftwerke Maulburg GmbH Gesellschafter: Naturenergie AG (50 %), Einrichten Schweigert KG |      |
| 32  | Steinen    | AK Steinen                          | +         | 7,5            | 10,62                                  | 960                        | 2,5                                      | 1984      | Naturenergie AG                                                                                 |      |
| 33  | Lörrach    | FK Brombach                         | +         | 6,5            | 11,66                                  | 800                        |                                          |           | WKW Wasserkraftwerk Wiesental OHG (Hänßler)                                                     |      |
| 34  | Lörrach    | AK Werk Haagen                      | +         | 6,3            | 11,66                                  | 360                        |                                          |           | Südstrom Wasserkraft-Werke GmbH und Co KG (Lüttke)                                              |      |
| 35  | Lörrach    | AK Werk Rötteln                     | +         | 4              | 11,66                                  | 300                        |                                          |           | Südstrom Wasserkraft-Werke GmbH und Co KG (Lüttke)                                              |      |
| 36  | Lörrach    | FK Lörrach-Tumringen                | +         | 5,6            | 8,06                                   | 670                        | 2,45                                     | 2007      | Wiesental Energie GmbH                                                                          |      |
| 37  | Lörrach    | AK Vogelbach                        | +         | 4              | 8,06                                   | 160                        |                                          |           | Wiesental Energie GmbH                                                                          |      |
| 38  | Lörrach    | KBC-Areal                           | +         | 2              | 8,06                                   | 80                         | 1,25                                     | 2015 ?    | Privat                                                                                          |      |

## Die Wiese in Literatur und Malerei

### Malerei

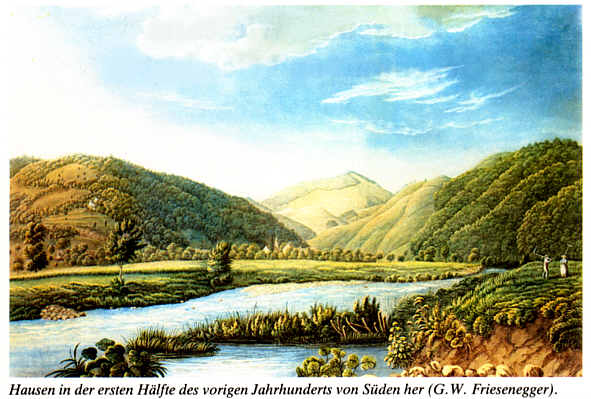
Die Wiese bei Hausen, Gustav Wilhelm Friesenegger, Erste Hälfte 19. Jahrhundert

Die Wiese ist als Motiv in der Landschaftsmalerei oder aufgrund ihres bloßen Vorhandenseins als Teil von Stadt- und Burgporträts auf verschiedenen Kunstwerken zu finden. Im 17. und 18. Jahrhundert findet man den Fluss auf Kupferstichen von Matthäus Merian und Emanuel Büchel, wobei vor allem Letzterer in der Mitte des 18. Jahrhunderts auf zahlreichen Zeichnungen ihren Flusslauf und das Aussehen der Landschaft an ihrem Unterlauf dokumentiert hat. Auch der bekannte Schweizer Landschaftsmaler Samuel Birmann zeichnete als junger Mann die Wiese und das Untere Wiesental.
Im 19. Jahrhundert entstanden zahlreiche Landschaftsbilder von heute eher unbekannten Malern, welche die Wiese und das Wiesental naturgetreu darstellten.